# Liste der denkmalgeschützten Objekte in Wien/Landstraße
Die Liste der denkmalgeschützten Objekte in Wien-Landstraße enthält die 171 denkmalgeschützten unbeweglichen Objekte des 3. Wiener Gemeindebezirks Landstraße.
Sämtliche Objekte liegen in der Katastralgemeinde Landstraße.

## Denkmäler
| Foto |                 | Denkmal | Standort                                                                                   | Beschreibung | Metadaten |
| ---- | --------------- | --- | ------------------------------------------------------------------------------------------ | --- | --- |
| ja   | Datei hochladen | Amtsgebäude, Ehemaliges Hauptmünzamt HERIS-ID: 11575 Objekt-ID: 7678                                                            | Am Heumarkt 1 Standort KG: Landstraße                                                      | Dieses Amtsgebäude wurde 1835–1838 von Paul Wilhelm Eduard Sprenger erbaut. Der kubische Baublock mit nüchterner Fassadengestaltung gilt als frühes Beispiel des funktionalen „Beamtenklassizismus“. | BDA-Hist.: Q19819006 Status: Bescheid Stand der BDA-Liste: 2025-06-30 Name: Amtsgebäude, Ehemaliges Hauptmünzamt GstNr.: 970/1 Hauptmünzamt, Vienna |
| ja   | Datei hochladen | Miethaus HERIS-ID: 11576 Objekt-ID: 7679                                                                                        | Am Heumarkt 3 Standort KG: Landstraße                                                      | Erbaut wurde dieser biedermeierlicher Zinshauskomplex 1828/29 von Josef Klee. Die viergeschoßige Front ist durch eine korinthische Pilastergliederung rhythmisiert. | BDA-Hist.: Q38105284 Status: Bescheid Stand der BDA-Liste: 2025-06-30 Name: Miethaus GstNr.: 972 Am Heumarkt 3 |
| ja   | Datei hochladen | Miethaus HERIS-ID: 11577 Objekt-ID: 7680                                                                                        | Am Heumarkt 5 Standort KG: Landstraße                                                      | Dieses biedermeierliche Zinshaus wurde 1828 von Josef Klee erbaut. Hofseitig gehen offene Pawlatschen über drei Geschoße. | BDA-Hist.: Q38105325 Status: Bescheid Stand der BDA-Liste: 2025-06-30 Name: Miethaus GstNr.: 982 |
| ja   | Datei hochladen | Miethaus, sog. Seilerhaus HERIS-ID: 11578 Objekt-ID: 7681                                                                       | Am Heumarkt 7 Standort KG: Landstraße                                                      | Diese zweihöfige Zinshausanlage wurde 1808 von Josef Dalberg erbaut und 1826 erweitert sowie mit neuer Fassade versehen. Die Mittelachsen werden durch eine ionische Pilasterordnung akzentuiert, darüber ist ein Dreiecksgiebel, der eine Allegorie des Handels und der Industrie enthält. | BDA-Hist.: Q38105386 Status: Bescheid Stand der BDA-Liste: 2025-06-30 Name: Miethaus, sog. Seilerhaus GstNr.: 983, 984, 985/1, 985/3 Am Heumarkt 7 |
| ja   | Datei hochladen | Miethaus HERIS-ID: 11784 Objekt-ID: 7900                                                                                        | Am Heumarkt 9 Standort KG: Landstraße                                                      | Erbaut wurde dieses um drei Höfe gruppierte Zinshaus 1842 von Peter Gerl. | BDA-Hist.: Q38112524 Status: § 2a Stand der BDA-Liste: 2025-06-30 Name: Miethaus GstNr.: 988 |
| ja   | Datei hochladen | Miethaus HERIS-ID: 11804 Objekt-ID: 7922                                                                                        | Am Modenapark 3 Standort KG: Landstraße                                                    | Die Häuser um den Modenapark, der 1926 an Stelle der Gartenanlage des 1916 demolierten Palais Modena angelegt wurde, bilden eines der wenigen Ensembles nichtkommunaler Wohnbauten in Wien aus dieser Zeit (vgl. Modenapark-Viertel). Charakteristisch sind glatte Fronten, die durch Balkone und Erker gegliedert werden. Das Haus Nr. 3 stammt aus dem Jahr 1930 von Friedrich Mahler. | BDA-Hist.: Q38112832 Status: Prüfprogramm Stand der BDA-Liste: 2025-06-30 Name: Miethaus GstNr.: 916/31 Am Modenapark 3 |
| ja   | Datei hochladen | Miethaus HERIS-ID: 211523seit 2022                                                                                              | Am Modenapark 6 Standort KG: Landstraße                                                    | Das Gebäude wurde 1923 erbaut und gehört zu den früheren Bauten im Modenapark-Viertel, die sich stilistisch noch an den Späthistorismus anlehnen. Er ist durch einen Mittelerker gegliedert, die Parapetfelder unterhalb der obersten Fenster sind mit figürlichen Darstellungen und Draperien (am Mittelerker) dekoriert. | BDA-Hist.: Q112875158 Status: Bescheid Stand der BDA-Liste: 2025-06-30 Name: Miethaus GstNr.: 916/34 |
| ja   | Datei hochladen | Wohnhaus HERIS-ID: 11710 Objekt-ID: 7819                                                                                        | Am Modenapark 7 Standort KG: Landstraße                                                    | Dieses Haus wurde 1930/31 durch Rudolf Frass gebaut, die Skulpturen stammen von seinem Bruder Wilhelm Frass. Anmerkung: Identadresse Neulinggasse 48 | BDA-Hist.: Q38110162 Status: Bescheid Stand der BDA-Liste: 2025-06-30 Name: Wohnhaus GstNr.: 916/35 Am Modenapark 7 |
| ja   | Datei hochladen | Kath. Pfarrkirche, Erdberger Pfarrkirche hll. Peter und Paul HERIS-ID: 11672 Objekt-ID: 7781                                    | Apostelgasse 1 Standort KG: Landstraße                                                     | Seit dem 14. Jahrhundert wird eine Kirche an dieser Stelle urkundlich erwähnt. Nach der Zerstörung 1683 wurde nach 1700 eine neue Kirche in barockklassizistischem Stil erbaut und 1770 mit einem Trikonchos und Turm erweitert. 1783 wurde sie Pfarrkirche von Erdberg. 1833–1833 erfolgten neuerliche Erweiterungen durch Karl Brandtner und Josef Klee. | BDA-Hist.: Q1349001 Status: § 2a Stand der BDA-Liste: 2025-06-30 Name: Kath. Pfarrkirche, Erdberger Pfarrkirche hll. Peter und Paul GstNr.: 1856 Erdberger Pfarrkirche |
| ja   | Datei hochladen | Figur, hl. Johannes Nepomuk HERIS-ID: 11869 Objekt-ID: 7989                                                                     | bei Apostelgasse 1 Standort KG: Landstraße                                                 | Dieses Figur aus dem 18. Jahrhundert war in einer Mauernische des Hauses Apostelgasse 2 aufgestellt und wurde nach dessen Abbruch in den 1970er-Jahren an diesem Platz vor der Erdberger Pfarrkirche aufgestellt. | BDA-Hist.: Q38115116 Status: § 2a Stand der BDA-Liste: 2025-06-30 Name: Figur, hl. Johannes Nepomuk GstNr.: 3073 Statue of John of Nepomuk, Erdberger Pfarrkirche |
| ja   | Datei hochladen | Klosterschule der Schulschwestern vom III. Orden des hl. Franz von Assisi HERIS-ID: 11675 Objekt-ID: 7784                       | Apostelgasse 5 Standort KG: Landstraße                                                     | Die Klosterschule der Schulschwestern besteht aus einem langgestreckten, schlichtgegliederten Komplex mit Flügelbauten um einem Hof mit Kapelle. Das Haus Nr. 7 wurde 1846–1856 zusammen mit dem zu dieser Zeit entstandenen Haus Nr. 5 zu Kloster und Schule umgestaltet; 1852–1856 wurde die Kapelle erbaut. | BDA-Hist.: Q38108999 Status: § 2a Stand der BDA-Liste: 2025-06-30 Name: Klosterschule der Schulschwestern vom III. Orden des hl. Franz von Assisi GstNr.: 1859 |
| ja   | Datei hochladen | Badeanlage, Apostelbad HERIS-ID: 11786 Objekt-ID: 7902                                                                          | Apostelgasse 18 Standort KG: Landstraße                                                    | 1926 durch J. Tismann errichtet, ist dieses Bad durch geometrisch und floral reliefierte blaue Majolikagesimse und Majolikarahmen gegliedert. | BDA-Hist.: Q38112549 Status: § 2a Stand der BDA-Liste: 2025-06-30 Name: Badeanlage, Apostelbad GstNr.: 1925/1, 1925/2 Apostelbad |
| ja   | Datei hochladen | Museum des Zwanzigsten Jahrhunderts/20er/21er Haus HERIS-ID: 11698 Objekt-ID: 7807                                              | Arsenalstraße 1 Standort KG: Landstraße                                                    | Aus dem von Karl Schwanzer gebauten Österreich-Pavillon der Weltausstellung 1958 hervorgegangen, wurde diese Stahlkonstruktion 1960–1962 in leicht veränderter Form im Schweizergarten aufgestellt. | BDA-Hist.: Q214022 Status: § 2a Stand der BDA-Liste: 2025-06-30 Name: Museum des Zwanzigsten Jahrhunderts/20er/21er Haus GstNr.: 3250/7 Belvedere 21 |
| ja   | Datei hochladen | Arsenal, Objekte 1–6, 12, 14, 15, 16–18 sowie Bundestheaterwerkstätten u. -bühne HERIS-ID: 11688 Objekt-ID: 7797                | Arsenal Standort KG: Landstraße                                                            | Dieser 1849–1856 erbaute ehemalige militärische Gebäudekomplex aus ursprünglich 31 Objekten ist das älteste und bedeutendste Ensemble des romantischen Historismus in Wien. Er enthält neben Kommandogebäuden und Lagergebäuden (die nur noch zu einem geringen Teil erhalten sind) auch das Heeresgeschichtliche Museum. Unter der Bauleitung von General-Artillerie-Director Vincenz Freiherr von Augustin wurden einzelne Sektoren von später namhaften Architekten wie August Sicard von Sicardsburg, Eduard van der Nüll, Theophil von Hansen, Carl Roesner oder Ludwig Förster geplant. | BDA-Hist.: Q697568 Status: § 2a Stand der BDA-Liste: 2025-06-30 Name: Arsenal, Objekte 1-6, 12, 14, 15, 16-18 sowie Bundestheaterwerkstätten u. -bühne GstNr.: 3292/2, 3292/3, 3359/5, 3359/6, 3359/9, 3359/10, 3359/12, 3359/22, 3384, 3359/11, 3353, 3287, 3292/4, 3292/5, 3359/7, 3359/8, 3358, 3344, 3359/1, 3359/2, 3359/4, 3359/13, 3359/15, 3359/14 Vienna Arsenal |
| ja   | Datei hochladen | Ehemalige Kirche Maria vom Siege HERIS-ID: 47602 Objekt-ID: 50783                                                               | Arsenal Standort KG: Landstraße                                                            | Das Kirchengebäude im Arsenal wurde 1853–1856 von Carl Roesner nach dem Vorbild der Sainte-Chapelle in Paris erbaut. Es ist ein Sichtziegelbau mit einer Treppenanlage, einem Rundbogenportal und einem Glockentürmchen. Das Innere ist ein Saalraum mit Kreuzrippengewölbe. Das Gebäude wurde mit Wirkung vom 31. Dezember 2022 profaniert und ist keine Kirche im religiösen Sinn mehr. | BDA-Hist.: Q704564 Status: Bescheid Stand der BDA-Liste: 2025-06-30 Name: Kirche Maria vom Siege GstNr.: 3358 Saint Mary Church (Arsenal, Vienna) |
| ja   | Datei hochladen | Arsenal, Objekt 202, sog. Ballonhalle HERIS-ID: 96935 Objekt-ID: 112597seit 2015                                                | Arsenal, Franz-Grill-Straße 1A Standort KG: Landstraße                                     | Die Ballonhalle liegt auf dem Gelände des Arsenals und wurde wie die angrenzenden Lagergebäude Anfang des 20. Jahrhunderts errichtet. | BDA-Hist.: Q37769074 Status: Bescheid Stand der BDA-Liste: 2025-06-30 Name: Arsenal, Objekt 202, sog. Ballonhalle GstNr.: 3338/7 Arsenal, Objekt 202 (Ballonhalle) |
| ja   | Datei hochladen | Arsenal, Lager/Magazin HERIS-ID: 96934 Objekt-ID: 112596                                                                        | Arsenal, Franz-Grill-Straße Standort KG: Landstraße                                        | Die zwei blockhaften, fünfgeschoßigen Lagerhäuser wurden Anfang des 20. Jahrhunderts erbaut. Die Eisenbeton-Bauten haben eine sachliche Gliederung und flache Walmdächer. Innen Hallen in früher Eisenbetonkonstruktion, die Erschließung erfolgt durch seitlich gelegene Stiegenhäuser. Siehe auch Eintrag „Arsenal“ (Arsenalstraße, Ghegastraße, Lilienthalgasse). | BDA-Hist.: Q37769064 Status: § 2a Stand der BDA-Liste: 2025-06-30 Name: Arsenal, Lager/Magazin GstNr.: 3338/1 |
| ja   | Datei hochladen | Ehem. Rekonvaleszentenheim der Barmherzigen Brüder HERIS-ID: 11583 Objekt-ID: 7686                                              | Barmherzigengasse 8 Standort KG: Landstraße                                                | Gestiftet von Maria Theresia von Savoyen wurde es im 3. Viertel des 18. Jahrhunderts erbaut. 1877 wurde es bis auf den Südflügel demoliert und von Theodor Hoppe umgestaltet. | BDA-Hist.: Q38105554 Status: Bescheid Stand der BDA-Liste: 2025-06-30 Name: Ehem. Rekonvaleszentenheim der Barmherzigen Brüder GstNr.: 690/1 Barmherzigengasse 8 |
| ja   | Datei hochladen | Kommunale Wohnhausanlage mit Theater, Rabenhof HERIS-ID: 40862 Objekt-ID: 40970 Wiener Wohnen: 78                               | Baumgasse 29–41 Standort KG: Landstraße                                                    | Der Rabenhof wurde 1925–1928 von Heinrich Schmid und Hermann Aichinger erbaut. Er gilt als einer der größten und repräsentativsten Gemeindebauten Wiens und als Hauptakzent der Erdberger Gemeindebauten aus den 1920er-Jahren. Das Areal ist in Form mehrerer begrünter Höfe sehr abwechslungsreich und locker verbaut. Am von ihm umschlossenen St. Nikolaus-Platz befindet sich das Rabenhof Theater, ein ehemaliges Kino. Anmerkung: Zahlreiche Identadressen, v.a. Baumgasse 33-43 | BDA-Hist.: Q1306262 Status: Bescheid Stand der BDA-Liste: 2025-06-30 Name: Wohnhausanlage, Rabenhof, Theater GstNr.: 1792/1 Rabenhof |
| ja   | Datei hochladen | Relief, Grundstein, 8 Stiftertafeln HERIS-ID: 110792 Objekt-ID: 128515 Wien Kulturgut: 43409                                    | Baumgasse 75 Standort KG: Landstraße                                                       | Diese Gedenktafeln dienen zur Erinnerung an das von Eduard Kuschée erbaute Mautner-Markhofsche Kinderspital, das 1875–2003 an dieser Stelle stand. | BDA-Hist.: Q37820776 Status: Bescheid Stand der BDA-Liste: 2025-06-30 Name: Relief, Grundstein, 8 Stiftertafeln GstNr.: 1635/2, 1635/3 Relief Krankenbesuch by Carl Kundmann |
| ja   | Datei hochladen | Ehem. Schweineschlachthof, Arena St. Marx HERIS-ID: 11584 Objekt-ID: 7688                                                       | Baumgasse 80 Standort KG: Landstraße                                                       | Das Gelände des in dieser Form seit 1977 bestehenden Kultur- und Veranstaltungszentrums Arena wurde 1908/09 von Max Fiebinger als Neuer Schweineschlachthof erbaut und war auch als Auslandsschlachthof bekannt. Er besteht aus ehemaligen Schlachthäusern und Ställen sowie einem späthistoristischen Verwaltungsgebäude in Sichtziegelbauweise. | BDA-Hist.: Q641312 Status: Bescheid Stand der BDA-Liste: 2025-06-30 Name: Ehem. Schweineschlachthof, Arena St. Marx GstNr.: 2659/1, 2659/5 Arena, Vienna |
| ja   | Datei hochladen | Miethaus HERIS-ID: 11585 Objekt-ID: 7689                                                                                        | Beatrixgasse 20 Standort KG: Landstraße                                                    | Dieses schlicht fassadierte Zinshaus wurde 1833 von Anton Hoppe erbaut, der Entwurf wird allerdings Joseph Kornhäusel zugeschrieben. | BDA-Hist.: Q38105651 Status: Bescheid Stand der BDA-Liste: 2025-06-30 Name: Miethaus GstNr.: 965 |
| ja   | Datei hochladen | Gartenpavillon im Arenbergpark HERIS-ID: 11785 Objekt-ID: 7901                                                                  | Dannebergplatz Standort KG: Landstraße                                                     | Der Arenbergpark ist der Rest eines ursprünglich 1785 für Fürst Nikolaus Esterházy angelegten Gartens, zu dem dieser mit Chinoiserien geschmückte Pavillon gehörte. | BDA-Hist.: Q99826722 Status: § 2a Stand der BDA-Liste: 2025-06-30 Name: Gartenpavillon im Arenbergpark GstNr.: 710/1 Gartenpavillon im Arenbergpark |
| ja   | Datei hochladen | Wohnhausanlage der Gemeinde Wien HERIS-ID: 11708 Objekt-ID: 7817 Wiener Wohnen: 431                                             | Dietrichgasse 32-34 Standort KG: Landstraße                                                | In diesem Teil Erdbergs kamen nach dem Ersten Weltkrieg zahlreiche kleinere Grundstücke an die Stadt Wien, die sie für die Anlage mehrerer kleinerer und mittelgroßer Gemeindebauten im Bereich Dietrichgasse – Hagenmüllergasse – Rüdengasse – Drorygasse – Ludwig-Koeßler-Platz (siehe jeweils dort) nützte. Dieses Wohnhaus wurde 1926 von Bruno Richter erbaut, die Portalachsen sind von expressiv-dynamischen Erkerfolgen markiert. | BDA-Hist.: Q38110086 Status: § 2a Stand der BDA-Liste: 2025-06-30 Name: Wohnhausanlage der Gemeinde Wien GstNr.: 2155 Wohnhausanlage Dietrichgasse 32-34 |
| ja   | Datei hochladen | Kath. Pfarrkirche hl. Johannes Don Bosco, Neuerdberg HERIS-ID: 11679 Objekt-ID: 7788                                            | Dietrichgasse 44 Standort KG: Landstraße                                                   | Dieser Stahlbetonbau wurde von 1954 bis 1958 nach Plänen von Robert Kramreiter errichtet. Er besteht aus einem einseitig durchfensterten basilikalen Langhaus und einem Turm, der auch als Jugendherberge dient. | BDA-Hist.: Q2082584 Status: § 2a Stand der BDA-Liste: 2025-06-30 Name: Kath. Pfarrkirche hl. Johannes Don Bosco, Neuerdberg GstNr.: 2169/29 Pfarrkirche Neu-Erdberg |
| ja   | Datei hochladen | Wohnhausanlage der Gemeinde Wien, Landstraßer Hof HERIS-ID: 11713 Objekt-ID: 7822 Wiener Wohnen: 427                            | Drorygasse 8 Standort KG: Landstraße                                                       | Dieser insbesondere durch seine zinnenartigen Dachgiebel charakteristische Hof wurde 1924/25 von Karl Badstieber erbaut. | BDA-Hist.: Q38110237 Status: § 2a Stand der BDA-Liste: 2025-06-30 Name: Wohnhausanlage der Gemeinde Wien, Landstraßer Hof GstNr.: 2147/1 Wohnhausanlage Landstraßer Hof |
| ja   | Datei hochladen | Wohnhausanlage der Gemeinde Wien, Franz-Silberer-Hof HERIS-ID: 11826 Objekt-ID: 7945 Wiener Wohnen: 81                          | Drorygasse 16–18 / Kardinal-Nagl-Platz 14 Standort KG: Landstraße                          | Dieser 1927/28 von Georg Rupprecht erbaute Hof, der auch zum Kardinal-Nagl-Platz eine Front hat, ist vor allem durch seine bogigen Loggienachsen charakteristisch | BDA-Hist.: Q38113490 Status: § 2a Stand der BDA-Liste: 2025-06-30 Name: Wohnhausanlage der Gemeinde Wien, Franz-Silberer-Hof GstNr.: 2170/2 Franz-Silberer-Hof |
| ja   | Datei hochladen | Wohnhausanlage der Gemeinde Wien, Erdberger Hof HERIS-ID: 11714 Objekt-ID: 7823 Wiener Wohnen: 76                               | Drorygasse 19-23 Standort KG: Landstraße                                                   | Dieser 1921–1923 von Karl Schmalhofer erbaute Hof ist ein frühes Beispiel für die Erdberger Gemeindebauten. Die sparsame Gliederung ist auf die Portalachsen konzentriert, oberhalb der Eingänge befinden sich Medaillons mit Arbeiterdarstellungen. | BDA-Hist.: Q38110250 Status: § 2a Stand der BDA-Liste: 2025-06-30 Name: Wohnhausanlage der Gemeinde Wien, Erdberger Hof GstNr.: 2155 Erdberger Hof |
| ja   | Datei hochladen | Kommunaler Wohnbau HERIS-ID: 12289 Objekt-ID: 8426 Wiener Wohnen: 428                                                           | Engelsberggasse 3 Standort KG: Landstraße                                                  | Dieser Gemeindebau besteht (zusammen mit dem Haus Riesgasse 4) aus zwei durch einen Hof getrennte Einheiten. Er wurde 1926 von Alfred Chalousch und Heinrich Schopper bzw. Oskar Unger gebaut. Anmerkung: Identadresse Riesgasse 4 | BDA-Hist.: Q38126676 Status: § 2a Stand der BDA-Liste: 2025-06-30 Name: Kommunaler Wohnbau GstNr.: 775/13 Engelsberggasse 3 |
| ja   | Datei hochladen | Miethaus HERIS-ID: 11586 Objekt-ID: 7691                                                                                        | Engelsberggasse 4 Standort KG: Landstraße                                                  | Das Viertel rund um den Dannebergplatz, für das dieses Haus ein Beispiel ist, ist ein geschlossenes und größtenteils erhaltenes Ensemble großbürgerlich-späthistoristischer Wohnbauten, die nach 1900 anstelle des Gartens des (ursprünglich Esterházyschen) Palais Arenberg errichtet wurden. Dieses Haus wurde 1907 von Leopold Fuchs errichtet. | BDA-Hist.: Q38105747 Status: Bescheid Stand der BDA-Liste: 2025-06-30 Name: Miethaus GstNr.: 775/7 |
| ja   | Datei hochladen | Wohnhaustrakt, sog. Schubertturm HERIS-ID: 11903 Objekt-ID: 8024                                                                | Erdbergstraße 17 Standort KG: Landstraße                                                   | Ein kleiner, heute noch bestehender Teil des Hoftrakts eines Hauses aus dem Ende des 18. Jahrhunderts weist ein Mansardendach sowie ein Dachhäuschen auf. Unterhalb davon wohnte im Jahr 1816 Franz Schubert. Dieser Trakt wurde 2012 in eine neue Wohnhausanlage integriert. Die heute plakativ verwendete Bezeichnung „Schubertturm“ ist irreführend, weil Schubert in dem heute noch sichtbaren Dachhäuschen nicht gewohnt hat. | BDA-Hist.: Q38116252 Status: § 57-Mandatsbescheid Stand der BDA-Liste: 2025-06-30 Name: Wohnhaus, sog. Schubertschlössl GstNr.: 261, 262/1 Schubertturm |
| ja   | Datei hochladen | Straßenbahnremise Erdberg HERIS-ID: 12961 Objekt-ID: 9127                                                                       | Erdbergstraße 107–109 Standort KG: Landstraße                                              | In dieser Straßenbahnremise, die 1901–1990 in Betrieb war, befindet sich heute das Verkehrsmuseum Remise. | BDA-Hist.: Q1747111 Status: Bescheid Stand der BDA-Liste: 2025-06-30 Name: Straßenbahnremise Erdberg GstNr.: 2200/4, 2200/8 Remise (transport museum) |
| ja   | Datei hochladen | Kommunaler Wohnbau, Anton-Wildgans-Hof HERIS-ID: 47626 Objekt-ID: 50824 Wiener Wohnen: 84                                       | Grasbergergasse 4 Standort KG: Landstraße                                                  | Dieser 1931–1933 von Viktor Mittag und Karl Hauschka erbaute aus mehreren Höfen bestehende Gemeindebau ist eines der letzten Großprojekte des „Roten Wien“ der Zwischenkriegszeit. | BDA-Hist.: Q1228534 Status: § 2a Stand der BDA-Liste: 2025-06-30 Name: Wohnhausanlage der Gemeinde Wien, Anton-Wildgans-Hof GstNr.: 1234/1 Wildganshof |
| ja   | Datei hochladen | Wohnhausanlage der Gemeinde Wien HERIS-ID: 108439 Objekt-ID: 125887 Wiener Wohnen: 449                                          | Grimmelshausengasse 14 Standort KG: Landstraße                                             | Dieser Kommunale Wohnbau wurde 1949/50 von Anton Brenner und dessen gleichnamigen Sohn erbaut. | BDA-Hist.: Q37812844 Status: § 2a Stand der BDA-Liste: 2025-06-30 Name: Wohnhausanlage der Gemeinde Wien GstNr.: 916/38 Grimmelshausengasse 14, Vienna |
| ja   | Datei hochladen | Ehem. Atelier des Bildhauers Josef Engelhart HERIS-ID: 11907 Objekt-ID: 8028                                                    | Hafengasse 1a Standort KG: Landstraße                                                      | Erbaut wurde dieses Atelier 1901 von Ferdinand Fellner III., damit im Zusammenhang steht auch der Bau des Hauses Steingasse 15, das ebenfalls Josef Engelhart gehörte. Beide Gebäude haben (insbesondere in ihren Gitterformen) Anklänge an den Brüsseler Jugendstil. | BDA-Hist.: Q38116376 Status: Bescheid Stand der BDA-Liste: 2025-06-30 Name: Ehem. Atelier des Bildhauers Josef Engelhart GstNr.: 1360/2, 1376 |
| ja   | Datei hochladen | Wohnhausanlage der Gemeinde Wien, Franz-Schuster-Hof HERIS-ID: 11818 Objekt-ID: 7936 Wiener Wohnen: 83                          | Hagenmüllergasse 14–16 Standort KG: Landstraße                                             | Dieser Gemeindebau wurde 1927/28 von Alfred Kraupa erbaut und ist durch eine von Erkern und überhöhten Risaliten akzentuierte symmetrische Front charakterisiert. | BDA-Hist.: Q38113029 Status: § 2a Stand der BDA-Liste: 2025-06-30 Name: Wohnhausanlage der Gemeinde Wien, Franz-Schuster-Hof GstNr.: 2115 Franz-Schuster-Hof |
| ja   | Datei hochladen | Wohnhausanlage der Gemeinde Wien HERIS-ID: 11819 Objekt-ID: 7937 Wiener Wohnen: 435                                             | Hagenmüllergasse 21-23 Standort KG: Landstraße                                             | Von Karl Dirnhuber 1926–1928 erbaut, zieht sich die Anlage um einen weiten Straßenhof und ist rhythmisch durch sichtbar belassene Stahlbetondeckplatten akzentuiert. | BDA-Hist.: Q38113057 Status: § 2a Stand der BDA-Liste: 2025-06-30 Name: Wohnhausanlage der Gemeinde Wien GstNr.: 2169/8 |
| ja   | Datei hochladen | Wohnhausanlage der Gemeinde Wien HERIS-ID: 11820 Objekt-ID: 7938 Wiener Wohnen: 433                                             | Hagenmüllergasse 25 Standort KG: Landstraße                                                | Von Hugo Mayer 1927 erbaut, ist dieser Gemeindebau durch mit kleinteiligen Fenstern versehene Risaliten akzentuiert. | BDA-Hist.: Q38113140 Status: § 2a Stand der BDA-Liste: 2025-06-30 Name: Wohnhausanlage der Gemeinde Wien GstNr.: 2169/20 Hagenmüllergasse 25 |
| ja   | Datei hochladen | Schule, Salesianum HERIS-ID: 12602 Objekt-ID: 8751                                                                              | Hagenmüllergasse 31 Standort KG: Landstraße                                                | Dieses Knabenheim der Gesellschaft der Salesianer Don Boscos (denen auch die benachbarte Kirche gehört) wurde 1908–1910 in romanisierender Sichtziegelbauweise errichtet. | BDA-Hist.: Q38134063 Status: § 2a Stand der BDA-Liste: 2025-06-30 Name: Schule, Salesianum GstNr.: 2169/25 |
| ja   | Datei hochladen | Wohnhausanlage der Gemeinde Wien, Felleis-Hof HERIS-ID: 11715 Objekt-ID: 7824 Wiener Wohnen: 80                                 | Hagenmüllergasse 32 Standort KG: Landstraße                                                | Dieser Gemeindebau wurde 1927/28 von Johann Rothmüller erbaut und ist durch seine symmetrische, breitgelagerte Front charakterisiert. | BDA-Hist.: Q38110260 Status: § 2a Stand der BDA-Liste: 2025-06-30 Name: Wohnhausanlage der Gemeinde Wien, Felleis-Hof GstNr.: 2170/17, 2170/25, 2170/26 |
| ja   | Datei hochladen | Wohn- und Geschäftshaus der Elisabethinen HERIS-ID: 11716 Objekt-ID: 7825                                                       | Invalidenstraße 13–19, unger. Nr. Standort KG: Landstraße                                  | Dieses langgestreckte Wohnhaus wurde 1932–1936 von Karl Koblischek gebaut. Es ist durch Sohlbankgesimse und Loggienbalkons gegliedert und enthält ein Kachelbild mit der alten Verbauung. | BDA-Hist.: Q38110277 Status: § 2a Stand der BDA-Liste: 2025-06-30 Name: Wohn- und Geschäftshaus der Elisabethinen GstNr.: 424/1, 417/2 Wohn- und Geschäftshaus der Elisabethinen |
| ja   | Datei hochladen | Pfarrkirche zur Dreimal wunderbaren Muttergottes und Kloster HERIS-ID: 11678 Objekt-ID: 7787                                    | Jacquingasse 12–14 Standort KG: Landstraße                                                 | Die Klosterkirche beim Mutterhaus der Kongregation der Töchter der göttlichen Liebe wurde 1890/91 mit Richard Jordan im neoromanischen Stil erbaut. 1939 wurde die Kirche zur Pfarrkirche erhoben. | BDA-Hist.: Q1955996 Status: § 2a Stand der BDA-Liste: 2025-06-30 Name: Pfarrkirche zur Dreimal wunderbaren Muttergottes und Kloster GstNr.: 1117/15 Muttergotteskirche (Landstraße) |
| ja   | Datei hochladen | Russisch-orthodoxe Kathedrale hl. Nikolaus HERIS-ID: 11682 Objekt-ID: 7791seit 2012                                             | Jaurèsgasse 2 Standort KG: Landstraße                                                      | Die Russisch-orthodoxe Kathedrale wurde 1893–1899 als Botschaftskirche nach Plänen von Grigori Iwanowitsch Kotow von Ludwig Giacomelli erbaut. Es ist ein kubischer Baublock mit fünf Turmaufsätzen mit Zwiebelhelmen. Der Dekor folgt altrussischen Formen. Die Unterkirche ist Alexander Newski geweiht. | BDA-Hist.: Q663602 Status: Bescheid Stand der BDA-Liste: 2025-06-30 Name: Russisch-orthodoxe Kathedrale hl. Nikolaus GstNr.: 878/2 Saint Nicholas Cathedral, Vienna |
| ja   | Datei hochladen | Ehem. Palais Redlich HERIS-ID: 11592 Objekt-ID: 7697                                                                            | Jaurèsgasse 3 Standort KG: Landstraße                                                      | Dieses 1900 von Karl König erbaute Palais weist Neorenaissanceformen mit secessionistischen Anklängen auf. | BDA-Hist.: Q38106215 Status: Bescheid Stand der BDA-Liste: 2025-06-30 Name: Ehem. Palais Redlich GstNr.: 878/9 Palais Redlich, Vienna |
| ja   | Datei hochladen | Ehem. Palais Sigray Saint-Marsan HERIS-ID: 11593 Objekt-ID: 7698                                                                | Jaurèsgasse 9 Standort KG: Landstraße                                                      | Ecke Reisnerstraße 49/Jaurèsgasse 9. Dieses aus zwei Schautrakten bestehende Palais in Neorenaissanceformen, wurde 1872 von Victor Rumpelmayer erbaut und 1880 leicht verändert. Es beherbergt die Iranische Botschaft in Wien. | BDA-Hist.: Q1029108 Status: Bescheid Stand der BDA-Liste: 2025-06-30 Name: Ehem. Palais Sigray Saint-Marsan GstNr.: 882/8 Palais Sigray Saint-Marsan |
| ja   | Datei hochladen | Anglikanische Kirche, Christ Church HERIS-ID: 11669 Objekt-ID: 7778seit 2012                                                    | Jaurèsgasse 17-19 Standort KG: Landstraße                                                  | Dieser kleine neogotische Rohziegelbau wurde 1875 von Victor Rumpelmayer erbaut und war traditionell die Kirche der britischen Botschaft. Straßenseitig weist sie ein Eingangsportal zwischen Strebepfeilern und Spitzbogenfenster auf, am Chor befindet sich ein dreiteiliges Fenster und eine Sakristei als niedriger Anbau. Die Einrichtung im Inneren weist einfache neogotische Formen auf, an der rechten Wand befindet sich eine Reliefbüste von Königin Victoria. | BDA-Hist.: Q960813 Status: Bescheid Stand der BDA-Liste: 2025-06-30 Name: Anglikanische Kirche, Christ Church GstNr.: 917/2 Christ Church Vienna |
| ja   | Datei hochladen | Amtshaus für den III. Bezirk HERIS-ID: 11754 Objekt-ID: 7868                                                                    | Karl-Borromäus-Platz 3 Standort KG: Landstraße                                             | Das 1882–1884 von Rudolf Schwanberger erbaute Amtshaus bildet mit dem dahinter gelegenen Haus aus 1869 eine Einheit. Zum Platz hin mit Monumentalgliederung mit korinthischer Doppelpilasterordnung, ist das Gebäude an den Seitenfronten schlicht gehalten. Es beherbergt das Bezirksmuseum Landstraße. | BDA-Hist.: Q38111697 Status: § 2a Stand der BDA-Liste: 2025-06-30 Name: Amtshaus für den III. Bezirk GstNr.: 574, 575 Bezirksamt Landstraße |
| ja   | Datei hochladen | Karl-Borromäus-Brunnen HERIS-ID: 11755 Objekt-ID: 7869 Wien Kulturgut: 43433                                                    | Karl-Borromäus-Platz 3, bei Standort KG: Landstraße                                        | Der dem Heiligen Karl Borromäus gewidmete Brunnen wurde anlässlich des Geburtstages von Karl Lueger 1904–1909 vom Architekten Jože Plečnik und dem Bildhauer Josef Engelhart geschaffen. | BDA-Hist.: Q1729707 Status: § 2a Stand der BDA-Liste: 2025-06-30 Name: Karl-Borromäus-Brunnen GstNr.: 3037/2 Karl-Borromäus-Brunnen |
| ja   | Datei hochladen | Spitalskapelle hl. Elisabeth HERIS-ID: 12605 Objekt-ID: 8754                                                                    | bei Kleingasse 3 Standort KG: Landstraße                                                   | Diese 1891 erbaute Kapelle des ehemaligen Mautner-Markhofschen Kinderspitals ist dessen letzter erhaltener Gebäudeteil. | BDA-Hist.: Q38134134 Status: Bescheid Stand der BDA-Liste: 2025-06-30 Name: Spitalskapelle hl. Elisabeth GstNr.: 1635/5, 1635/6 Spitalskapelle St. Elisabeth (Mautner-Markhofsches Kinderspital) |
| ja   | Datei hochladen | Pfarrhof HERIS-ID: 11845 Objekt-ID: 7965                                                                                        | Kolonitzgasse 15 Standort KG: Landstraße                                                   | Dieses Gebäude, das sowohl den Pfarrhof der Weißgerberkirche als auch eine Volksschule beherbergt, wurde 1870–1872 von Georg Hausmann und Wilhelm Fraenkel errichtet. Es ist in seinem Sichtziegelstil ein Pendant zur Kirche. Anmerkung: Identadressen Kolonitzplatz 1, Löwengasse 12B, Untere Viaduktgasse 19 | BDA-Hist.: Q38114244 Status: § 2a Stand der BDA-Liste: 2025-06-30 Name: Pfarrhof GstNr.: 111/1 |
| ja   | Datei hochladen | Kath. Pfarrkirche, Weißgerber Pfarrkirche hl. Othmar HERIS-ID: 11687 Objekt-ID: 7796                                            | Kolonitzplatz Standort KG: Landstraße                                                      | Dieser auf dem Platz freistehende neugotische Backsteinbau wurde 1866–1873 durch Friedrich von Schmidt erbaut und ersetzte eine ältere Margaretenkirche am heutigen Radetzkyplatz | BDA-Hist.: Q1437098 Status: § 2a Stand der BDA-Liste: 2025-06-30 Name: Kath. Pfarrkirche, Weissgärber Pfarrkirche hl. Othmar GstNr.: 112 St. Othmar unter den Weißgerbern |
| ja   | Datei hochladen | Wohnhaus, Haus Stonborough-Wittgenstein HERIS-ID: 11590 Objekt-ID: 7695                                                         | Kundmanngasse 19 Standort KG: Landstraße                                                   | Dieses Haus wurde 1926–1928 vom Philosophen Ludwig Wittgenstein gemeinsam mit dem Architekten Paul Engelmann geplant, wobei sich Wittgenstein um viele Details selbst kümmerte. Es wird daher auch immer wieder (nicht zuletzt der Klarheit seiner Formen wegen) in Beziehung zu seinen logischen Abhandlungen gebracht. | BDA-Hist.: Q874557 Status: Bescheid Stand der BDA-Liste: 2025-06-30 Name: Wohnhaus, Haus Stonborough-Wittgenstein GstNr.: 271/4 Haus Wittgenstein |
| ja   | Datei hochladen | Gymnasium HERIS-ID: 11807 Objekt-ID: 7925                                                                                       | Kundmanngasse 20-22 Standort KG: Landstraße                                                | Dieser freistehende strenghistoristische Baublock um zwei Innenhöfe wurde 1876 als Pendant zum Palais Rasumofsky (siehe unten, Rasumofskygasse 23-25) errichtet, mit dem er sich Rücken an Rücken befindet. | BDA-Hist.: Q15111983 Status: § 2a Stand der BDA-Liste: 2025-06-30 Name: Gymnasium GstNr.: 276/5 Gymnasium Kundmanngasse |
| ja   | Datei hochladen | Miethaus, Geschäftseinrichtung, Zu den fünf Glückskugeln, Petrus-Apotheke HERIS-ID: 11587 Objekt-ID: 7692                       | Kundmanngasse 29 Standort KG: Landstraße                                                   | Dieses Gebäude aus dem späten 18. Jahrhundert entspricht der damaligen Vorstadtverbauung. | BDA-Hist.: Q38105831 Status: Bescheid Stand der BDA-Liste: 2025-06-30 Name: Miethaus, Geschäftseinrichtung, Zu den fünf Glückskugeln, Petrus-Apotheke GstNr.: 2012 Petrus-Apotheke, Kundmanngasse 29 |
| ja   | Datei hochladen | Bürgerhaus HERIS-ID: 11594 Objekt-ID: 7700                                                                                      | Kundmanngasse 35 Standort KG: Landstraße                                                   | Dieses Haus bildet mit seinem Nachbarhaus ein Ensemble von Vorstadthäusern mit Plattendekor aus dem späten 18. Jahrhundert. | BDA-Hist.: Q38106510 Status: Bescheid Stand der BDA-Liste: 2025-06-30 Name: Bürgerhaus GstNr.: 2006/2 |
| ja   | Datei hochladen | Bürgerhaus HERIS-ID: 12146 Objekt-ID: 8281                                                                                      | Kundmanngasse 37 Standort KG: Landstraße                                                   | Dieses Haus bildet mit seinem Nachbarhaus ein Ensemble von Vorstadthäusern mit Plattendekor aus dem späten 18. Jahrhundert. | BDA-Hist.: Q38123002 Status: § 2a Stand der BDA-Liste: 2025-06-30 Name: Bürgerhaus GstNr.: 2006/2 |
| ja   | Datei hochladen | Ehem. Schule HERIS-ID: 12600 Objekt-ID: 8749                                                                                    | Landstraßer Gürtel 3 Standort KG: Landstraße                                               | Dieses Gebäude liegt am Rand des Belvedere-Schlossparks und dient heutzutage als Souvenirgeschäft. | BDA-Hist.: Q38134038 Status: Bescheid Stand der BDA-Liste: 2025-06-30 Name: Ehem. Schule GstNr.: 1086/5 Landstraßer Gürtel 3, Vienna |
| ja   | Datei hochladen | Ehem. Hoffmann-La Roche-Gebäude, Hotel Daniel HERIS-ID: 12599 Objekt-ID: 8748                                                   | Landstraßer Gürtel 5 Standort KG: Landstraße                                               | Identadresse Jacquingasse 16-18. Dieses 1960–1962 von Georg Lippert für Hoffmann-La Roche errichtete Bürogebäude steht an der Stelle des alten Palais Lanckoroński. Seit 2011 beherbergt es ein Hotel, die seit 2012 angebrachte Bootsskulptur auf dem Dach stammt von Erwin Wurm. | BDA-Hist.: Q38134028 Status: Bescheid Stand der BDA-Liste: 2025-06-30 Name: Ehem. Hoffmann-La Roche-Gebäude, Hotel Daniel GstNr.: 1117/27 Hotel Daniel, Vienna |
| ja   | Datei hochladen | Tramway-Wartehäuschen HERIS-ID: 13562 Objekt-ID: 9768                                                                           | Landstraßer Gürtel 9, gegenüber Standort KG: Landstraße                                    | Dieses kleine Straßenbahnwartehäuschen liegt am Schweizergarten, gegenüber der Fasangasse. Es stammt aus der Zeit um 1910 von Christoph R. Ernst. Es ist das einzige erhaltene Wartehäuschen aus dieser Zeit. | BDA-Hist.: Q38181026 Status: Bescheid Stand der BDA-Liste: 2025-06-30 Name: Tramway-Wartehäuschen GstNr.: 3277/1 |
| ja   | Datei hochladen | Elisabethinenkloster mit Kirche hl. Elisabeth und Spital HERIS-ID: 11671 Objekt-ID: 7780                                        | Landstraßer Hauptstraße 4a Standort KG: Landstraße                                         | Dieses barocke Stiftskrankenhaus mit Stiftskirche, das in seiner Front der Straßenkrümmung folgt und einen markanten Turm aufweist, wurde 1711 durch Franz Jänggl errichtet und nach einer Überschwemmung ab 1743 durch Franz Anton Pilgram vollständig umgebaut. Das Kloster wurde 1779 durch Josef Gerl und der Spitalstrakt 1834–1836 durch Josef Eyselt nochmals umgebaut. Die Inneneinrichtung der Klosterapotheke ist original barock. | BDA-Hist.: Q1330552 Status: § 2a Stand der BDA-Liste: 2025-06-30 Name: Elisabethinenkloster mit Kirche hl. Elisabeth und Spital GstNr.: 420/1 Elisabethinenspital, Vienna |
| ja   | Datei hochladen | Figur, hl. Nikolaus HERIS-ID: 11902 Objekt-ID: 8023                                                                             | Landstraßer Hauptstraße 11 Standort KG: Landstraße                                         | Die Landstraße war in früherer Zeit auch als Nikolaivorstadt bekannt, das wird von dieser Figur versinnbildlicht. Sie stammt vom Vorgängerhaus und wurde 1991 bei der Errichtung dieses Hauses in dasselbe integriert. | BDA-Hist.: Q38116231 Status: § 2a Stand der BDA-Liste: 2025-06-30 Name: Figur, hl. Nikolaus GstNr.: 393 |
| ja   | Datei hochladen | Miethaus HERIS-ID: 11598 Objekt-ID: 7705                                                                                        | Landstraßer Hauptstraße 13 Standort KG: Landstraße                                         | Dieser große frühhistoristische Zinshof mit flachen Dekorelementen wurde 1853 von Eduard Kuschée errichtet. Im Stichbogenportal befinden sich originale Türflügel und in den Einfahrten zwei Figurengruppen (Marienkrönung und Dreifaltigkeit) aus dem 18. Jahrhundert. | BDA-Hist.: Q38106683 Status: Bescheid Stand der BDA-Liste: 2025-06-30 Name: Miethaus GstNr.: 407/1, 407/2 |
| ja   | Datei hochladen | Portal des ehem. Schuhgeschäfts Wimmer HERIS-ID: 111994 Objekt-ID: 130041seit 2018                                              | Landstraßer Hauptstraße 14-16, gerade Nummern Standort KG: Landstraße                      | Das Portal des ehemaligen Schuhgeschäfts stammt aus den 1970er-Jahren. | BDA-Hist.: Q105081141 Status: Bescheid Stand der BDA-Liste: 2025-06-30 Name: Portal des ehem. Schuhgeschäfts Wimmer GstNr.: 516 |
| ja   | Datei hochladen | Miethaus, Sünnhof HERIS-ID: 11600 Objekt-ID: 7707                                                                               | Landstraßer Hauptstraße 28 Standort KG: Landstraße                                         | Das Haus stammt ursprünglich aus dem 18. Jahrhundert, wurde aber 1823 von Peter Gerl umgebaut und neu fassadiert. Es ist ein langgestrecktes Durchhaus zur Ungargasse. Auf dem Korbbogenportal befinden sich ein Zeuskopf und blumenwindende Genien, in der Einfahrt Nischen mit Figuren der Heiligen Florian und Sebastian. | BDA-Hist.: Q38106739 Status: Bescheid Stand der BDA-Liste: 2025-06-30 Name: Miethaus, Sünnhof GstNr.: 526 Sünnhof |
| ja   | Datei hochladen | Wohnhaus HERIS-ID: 11601 Objekt-ID: 7708                                                                                        | Landstraßer Hauptstraße 36 Standort KG: Landstraße                                         | Das Haus wurde 1785 erbaut und hat eine rundbogige Einfahrt, die in einen langgestreckten Hoftrakt führt. | BDA-Hist.: Q38106776 Status: Bescheid Stand der BDA-Liste: 2025-06-30 Name: Wohnhaus GstNr.: 540 |
| ja   | Datei hochladen | Wohnhaus HERIS-ID: 11602 Objekt-ID: 7709                                                                                        | Landstraßer Hauptstraße 38 Standort KG: Landstraße                                         | Dieses Haus stammt und Kern aus dem 17. Jahrhundert, wurde im 18. Jahrhundert aber umgebaut. Auffällig ist der Putzfelddekor. | BDA-Hist.: Q38106816 Status: Bescheid Stand der BDA-Liste: 2025-06-30 Name: Wohnhaus GstNr.: 541 Wohnhaus Landstraßer Hauptstraße 38 |
| ja   | Datei hochladen | Wohnhaus, Zur Weintraube HERIS-ID: 11749 Objekt-ID: 7863seit 2021                                                               | Landstraßer Hauptstraße 42 Standort KG: Landstraße                                         | Das zweigeschoßige Haus wurde 1769 von Peter Mollner erbaut und später verändert. Es hat einen langgestreckten Hoftrakt, zu dem ein offener Stiegenaufgang mit Schmiedeeisengitter führt. | BDA-Hist.: Q105664932 Status: Bescheid Stand der BDA-Liste: 2025-06-30 Name: Wohnhaus, Zur Weintraube GstNr.: 547, 548, 549 |
| ja   | Datei hochladen | Kath. Pfarrkirche hl. Rochus, ehem. Klosterkirche der Augustiner Eremiten HERIS-ID: 11680 Objekt-ID: 7789                       | Landstraßer Hauptstraße 54 Standort KG: Landstraße                                         | Diese Pfarrkirche ist der Rest des Klosters der Unbeschuhten Augustiner, die 1630 nach Wien berufen wurden. Nachdem die erste Kirche nach Kriegsschäden 1683 zerstört wurde, erfolgte nach 1681 ein Wiederaufbau in mehreren Stadien, der 1712 abgeschlossen wurde. Ausführende Architekten waren Kaspar Offel und Christian Oettl, die Zuschreibung zu Anton Ospel könnte auf einer Verwechslung beruhen. Die Fassadenskulpturen wurden von Georg Anton Eberl geschaffen. Das Altargemälde stammt von Peter Strudel. 1783 wurde die Kirche zur Pfarrkirche. | BDA-Hist.: Q973191 Status: § 2a Stand der BDA-Liste: 2025-06-30 Name: Kath. Pfarrkirche hl. Rochus, ehem. Klosterkirche der Augustiner Eremiten GstNr.: 590 Rochuskirche (Wien) |
| ja   | Datei hochladen | Wohnhaus, Haus Fernolendt HERIS-ID: 11603 Objekt-ID: 7710                                                                       | Landstraßer Hauptstraße 74 Standort KG: Landstraße                                         | Dieses Haus wurde im späten 18. Jahrhundert erbaut und 1804 erneuert, die frühhistoristische Fassade stammt von 1849. In den mittleren Achsen sind markante Rundbogenfenster. Im Hof befindet sich ein Wandbrunnen mit Delphinen. | BDA-Hist.: Q38106849 Status: Bescheid Stand der BDA-Liste: 2025-06-30 Name: Wohnhaus, Haus Fernolendt GstNr.: 733 |
| ja   | Datei hochladen | Wohnhaus, Zum grünen Kopf HERIS-ID: 11595 Objekt-ID: 7702                                                                       | Landstraßer Hauptstraße 106 Standort KG: Landstraße                                        | Dieses biedermeierliche Vorstadthaus wurde 1822 von Josef Klee erbaut. An den pilastergegliederten Mittelfenster des Mittelrisaliten befindet sich figuraler Reliefschmuck. | BDA-Hist.: Q38106576 Status: Bescheid Stand der BDA-Liste: 2025-06-30 Name: Wohnhaus, Zum grünen Kopf GstNr.: 703 |
| ja   | Datei hochladen | Wohnhaus, Zum Bodensee HERIS-ID: 11581 Objekt-ID: 7684                                                                          | Landstraßer Hauptstraße 110 Standort KG: Landstraße                                        | In diesem Bereich (siehe die beiden unteren Einträge) sind drei unveränderte Häuser aus dem frühen 19. Jahrhundert als Ensemble erhalten. Bei diesem Haus ist oberhalb des Eingangstors eine Szenerie vom Bodensee dargestellt. | BDA-Hist.: Q38105505 Status: Bescheid Stand der BDA-Liste: 2025-06-30 Name: Wohnhaus, Zum Bodensee GstNr.: 699/1, 699/2 |
| ja   | Datei hochladen | Miethaus, Zum Kometstern HERIS-ID: 11596 Objekt-ID: 7703                                                                        | Landstraßer Hauptstraße 112 Standort KG: Landstraße                                        | Das ist das mittlere Haus eines Ensembles von drei Häusern aus dem frühen 19. Jahrhundert. Das Hauszeichen mit der Darstellung eines Kometen ist in Form eines Reliefs unterhalb eines der Fenster zu sehen. | BDA-Hist.: Q38106614 Status: Bescheid Stand der BDA-Liste: 2025-06-30 Name: Miethaus, Zum Kometstern GstNr.: 696 |
| ja   | Datei hochladen | Miethaus, Zum schwarzen Kopf HERIS-ID: 11597 Objekt-ID: 7704                                                                    | Landstraßer Hauptstraße 114 Standort KG: Landstraße                                        | Dieses dritte Biedermeierhaus wurde 1802 erbaut. Es weist charakteristische Palmettenfriese in den Portalzwickeln, in der Leiste darüber und den Fensterlunetten auf. Der namensgebende schwarze Kopf ist eine Maske oberhalb des Eingangs. | BDA-Hist.: Q38106665 Status: Bescheid Stand der BDA-Liste: 2025-06-30 Name: Miethaus, Zum schwarzen Kopf GstNr.: 694/2, 695 |
| ja   | Datei hochladen | Herz-Jesu-Kirche und Kloster/Spital der Dienerinnen zum Heiligsten Herzen Jesu HERIS-ID: 11677 Objekt-ID: 7786                  | Landstraßer Hauptstraße 137 Standort KG: Landstraße                                        | Dieser Spitalskomplex mit Kirche wird von den Dienerinnen vom Heiligsten Herzen Jesu betrieben und 1903–1906 von Gustav von Neumann errichtet. Die Kirche ist als Basilika im neoromanischen Stil gebaut und durch ihre mächtige Turmfassade gegen die Landstraßer Hauptstraße charakterisiert. | BDA-Hist.: Q1615001 Status: § 2a Stand der BDA-Liste: 2025-06-30 Name: Herz-Jesu-Kirche und Kloster/Spital der Dienerinnen zum Heiligsten Herzen Jesu GstNr.: 1413, 1414/4 Herz-Jesu-Kirche (Wien-Landstrasse) |
| ja   | Datei hochladen | Miethaus, Ehem. Herz-Jesu-Schule, Eos-Kino HERIS-ID: 11868 Objekt-ID: 7988                                                      | Landstraßer Hauptstraße 137a Standort KG: Landstraße                                       | Von Felix Angelo Pollak wurde das Gebäude 1930/31 als Schule und Schwesternheim gebaut, ab den 1950er-Jahren beherbergte es jahrzehntelang das Eos-Kino. Der Bau in sachlich-expressiven Formen ist um das turmartige Treppenhaus gestaffelt. | BDA-Hist.: Q38115064 Status: § 2a Stand der BDA-Liste: 2025-06-30 Name: Miethaus, Ehem. Herz-Jesu-Schule, Eos-Kino GstNr.: 1414/69 Landstraßer Hauptstraße 137A, Vienna |
| ja   | Datei hochladen | Villa HERIS-ID: 11599 Objekt-ID: 7706                                                                                           | Landstraßer Hauptstraße 140–142 Standort KG: Landstraße                                    | Die Villa Mautner-Jäger in barockklassizistischen Formen wurde 1902 von Franz von Neumann erbaut. Sie besteht aus einem Wohngebäude, einem Portiershaus sowie einem umfriedeten Garten. | BDA-Hist.: Q38106705 Status: Bescheid Stand der BDA-Liste: 2025-06-30 Name: Villa GstNr.: 1371, 1372/1, 1374 Villa Mautner-Jäger |
| ja   | Datei hochladen | Wohnhausanlage der Gemeinde Wien, Marianne-Hainisch-Hof HERIS-ID: 97247 Objekt-ID: 113003 Wiener Wohnen: 79                     | Landstraßer Hauptstraße 149 Standort KG: Landstraße                                        | Dieser kommunale Wohnbau wurde 1927/28 von Rudolf Perthen erbaut. | BDA-Hist.: Q37769670 Status: § 2a Stand der BDA-Liste: 2025-06-30 Name: Wohnhausanlage der Gemeinde Wien, Marianne-Hainisch-Hof GstNr.: 1419 Marianne-Hainisch-Hof |
| ja   | Datei hochladen | Sankt Marxer Friedhof HERIS-ID: 11651 Objekt-ID: 7759                                                                           | Leberstraße 6 Standort KG: Landstraße                                                      | Der St. Marxer Friedhof ist der letzte erhaltene der von Kaiser Joseph II. außerhalb der Linie gegründeten Communalen Leichenhöfe. Er enthält einen reichen Bestand von Grabdenkmälern des späten 18. und frühen 19. Jahrhunderts, insbesondere auch von bedeutenden Persönlichkeiten dieser Zeit. | BDA-Hist.: Q695321 Status: Bescheid Stand der BDA-Liste: 2025-06-30 Name: Sankt Marxer Friedhof GstNr.: 2868, 2867/1, 2870 St. Marx Cemetery |
| ja   | Datei hochladen | Marienkapelle samt Madonnenrelief, Pestkapelle HERIS-ID: 86697 Objekt-ID: 101018                                                | Leonhardgasse 2-10 Standort KG: Landstraße                                                 | Für das Marienbild Magna Mater Austriae, das aus der Zeit um 1700 stammt, wurde um 1815 eine Kapelle mit Weiheinschriften erbaut, die beim Bau der umgebenden städtischen Wohnhausanlage in diese integriert wurde, und eine Art Nische bildet. | BDA-Hist.: Q37716628 Status: Bescheid Stand der BDA-Liste: 2025-06-30 Name: Marienkapelle samt Madonnenrelief, Pestkapelle GstNr.: 1567 Marienkapelle, Pestkapelle in Leonhardgasse, Landstraße |
| ja   | Datei hochladen | ehem. Svetlinsche Heilanstalt HERIS-ID: 11605 Objekt-ID: 7712                                                                   | Leonhardgasse 3-5 Standort KG: Landstraße                                                  | Dieser dreigeschoßige Bau mit von turmartigen Erkern flankierter Front repräsentativem Ädikulaportal wurde 1884 von Ferdinand Seif erbaut. | BDA-Hist.: Q38106875 Status: Bescheid Stand der BDA-Liste: 2025-06-30 Name: ehem. Svetlinsche Heilanstalt GstNr.: 1587/5 Svetlinsche Heilanstalt |
| ja   | Datei hochladen | Ehem. Tierärztliche Hochschule, Universität für Musik und darstellende Kunst HERIS-ID: 11706 Objekt-ID: 7815                    | Linke Bahngasse 11 Standort KG: Landstraße                                                 | In diesem Gebäude befand sich bis 1996 die Veterinärmedizinische Universität. Errichtet wurde es im nüchternen, klassizierenden Stil des Hofbauamtes an Stelle eines älteren Tierspitals 1821–1823 von Johann Amann. Es hat eine lange, schlichte Fassade zur Bahngasse hin, dahinter befindet sich ein querrechteckiger Hof mit einigen anderen Bauten. | BDA-Hist.: Q61719299 Status: § 2a Stand der BDA-Liste: 2025-06-30 Name: Ehem. Tierärztliche Hochschule, Universität für Musik und darstellende Kunst GstNr.: 446/1 Main building of the University of Music and Performing Arts, Vienna |
| ja   | Datei hochladen | Musikhochschule und Akademietheater HERIS-ID: 11579 Objekt-ID: 7682                                                             | Lothringerstraße 18 Standort KG: Landstraße                                                | Die Universität und das Akademietheater bilden mit dem Konzerthaus einen einheitlichen Baukörper. Es ist ein freistehender neoklassizistischer Baublock, der 1912/13 im Zuge der Wienflusseinwölbung von Ludwig Baumann, Ferdinand Fellner und Hermann Helmer erbaut wurde. Das Theater war ursprünglich der Theatersaal der Hochschule und wurde 1924 an das Burgtheater angeschlossen. 1939–1941 und 1974/75 fanden jeweils Umgestaltungen statt. Der Eiserne Vorhang mit Ansichten des Heldenplatzes stammt von Franz von Zülow. | BDA-Hist.: Q414538 Status: § 2a Stand der BDA-Liste: 2025-06-30 Name: Musikhochschule und Akademietheater GstNr.: 993/12 Musikhochschule und Akademietheater |
| ja   | Datei hochladen | Wiener Konzerthaus HERIS-ID: 14478 Objekt-ID: 10715                                                                             | Lothringerstraße 20 Standort KG: Landstraße                                                | Das Konzerthaus bildet mit der Musikhochschule einen einheitlichen Baukörper (siehe obigen Eintrag). Die Dekordetails stammen von Ernst Hegenbarth, auch das an der Stirnfront befindliche Zitat aus Richard Wagners „Meistersinger“. Im Foyer befindet sich das Original von Caspar von Zumbuschs Beethoven-Statue. Traditionell gibt es drei Säle: den Großen Saal, Mozart- und Schubert-Saal, seit 1998 gibt es auch den Neuen Saal. | BDA-Hist.: Q695126 Status: Bescheid Stand der BDA-Liste: 2025-06-30 Name: Wiener Konzerthaus GstNr.: 993/11 Konzerthaus, Vienna |
| ja   | Datei hochladen | Löwen-Kino HERIS-ID: 111953 Objekt-ID: 129990seit 2014                                                                          | Löwengasse 33 Standort KG: Landstraße                                                      | Dieses ehemalige Kino wurde 1922 von Alfred Mautner und Johann Rothmüller erbaut. Es hat eine Fassade mit Kerbschnittdekor, in der Mittelachse befinden sich die Reliefs zweier Masken und eines Löwen. | BDA-Hist.: Q37827855 Status: Bescheid Stand der BDA-Liste: 2025-06-30 Name: Löwen-Kino GstNr.: 171 Löwengasse 33, Vienna |
| ja   | Datei hochladen | Hundertwasserhaus samt Straßen- und Freiraumgestaltung HERIS-ID: 249345 Wiener Wohnen: 1744seit 2025                            | Löwengasse 41 - 43 Standort KG: Landstraße                                                 | Der 1983–1985 erbaute kommunale Wohnbau sollte Hundertwassers Visionen für eine menschengerechte Architektur verkörpern. Er arbeitete bei diesem Bau mit dem Architekten Josef Krawina zusammen. Alle Wohneinheiten sind distinkt gestaltet und es sind Pflanzen („Baummieter“) in die Architektur miteinbezogen. Auch im absichtlich wellig und unregelmäßig gestalteten Umgebungsbereich drückt sich Hundertwassers Ablehnung der „geraden Linie“ aus. | BDA-Hist.: Q493126 Status: Bescheid Stand der BDA-Liste: 2025-06-30 Name: Hundertwasserhaus samt Straßen- und Freiraumgestaltung GstNr.: 163/4, 2965, 2966 Hundertwasserhaus Wien |
| ja   | Datei hochladen | Wohn- und Geschäftshaus, Palais des Beaux-Arts HERIS-ID: 11606 Objekt-ID: 7713                                                  | Löwengasse 47, 47A Standort KG: Landstraße                                                 | Ursprünglich als Geschäftshaus gedacht, wurde dieses Wohn- und Bürohaus von Anton und Josef Drexler 1908/09 erbaut. Es verbindet auf eigenständige Weise späthistoristische Formen mit Dekorationsmotiven in der Manier des französisch-belgischen Jugendstils. | BDA-Hist.: Q2047267 Status: Bescheid Stand der BDA-Liste: 2025-06-30 Name: Wohn- und Geschäftshaus, Palais des Beaux-Arts GstNr.: 159/10 Palais des Beaux Arts, Vienna |
| ja   | Datei hochladen | Wohnhausanlage der Gemeinde Wien HERIS-ID: 11719 Objekt-ID: 7828 Wiener Wohnen: 430                                             | Ludwig-Koeßler-Platz 3 Standort KG: Landstraße                                             | Dieser Gemeindebau wurde 1926/27 von Artur Berger, Josef Berger und Martin Ziegler gebaut. Die Fronten, vor allem zur Schlachthausgasse hin, sind durch Erker und gemauerten Balkonbrüstungen in sachlich-kubischen Formen rhythmisiert. | BDA-Hist.: Q38110338 Status: § 2a Stand der BDA-Liste: 2025-06-30 Name: Wohnhausanlage der Gemeinde Wien GstNr.: 2266/1 Wohnhausanlage Ludwig-Koeßler-Platz 3 |
| ja   | Datei hochladen | Kommunaler Wohnbau, Hanusch-Hof HERIS-ID: 11721 Objekt-ID: 7830 Wiener Wohnen: 77                                               | Ludwig-Koeßler-Platz 4 Standort KG: Landstraße                                             | Der Hanuschhof wurde 1924/25 von Robert Oerley erbaut. Das Gebäude ist in Dreiecksform um einen weiten begrünten Hof gebaut. Zur Dietrichgasse hin wird es durch weitere Straßenhöfe aufgelockert und durch Kanterker rhythmisiert. | BDA-Hist.: Q1584026 Status: § 2a Stand der BDA-Liste: 2025-06-30 Name: Wohnhausanlage der Gemeinde Wien, Hanusch-Hof GstNr.: 2980/4, 2258 Hanuschhof, Vienna |
| ja   | Datei hochladen | Miethaus, Zu den drei Tauben HERIS-ID: 11800 Objekt-ID: 7918                                                                    | Marokkanergasse 3 Standort KG: Landstraße                                                  | Diese große vormärzliche Zinsanlage wurde 1817 von Karl Ehmann für Franz von Abensberg und Traun errichtet. Das Haus erstreckt sich um zwei Höfe, die lange Front ist durch zwei Risalite mit großer Pilasterordnung gegliedert. | BDA-Hist.: Q38112795 Status: § 2a Stand der BDA-Liste: 2025-06-30 Name: Miethaus, Zu den drei Tauben GstNr.: 1005 |
| ja   | Datei hochladen | Miethaus HERIS-ID: 11617 Objekt-ID: 7724                                                                                        | Marokkanergasse 7 Standort KG: Landstraße                                                  | Dieses Zinshaus aus josephinischer Zeit ist mit Plattendekor über genutetem Sockel ausgestattet. | BDA-Hist.: Q38107233 Status: Bescheid Stand der BDA-Liste: 2025-06-30 Name: Miethaus GstNr.: 1008 |
| ja   | Datei hochladen | Sofiensäle, ehem. Sophienbad HERIS-ID: 11618 Objekt-ID: 7725                                                                    | Marxergasse 17 Standort KG: Landstraße                                                     | Ursprünglich als Schwimmbad gebaut, sind die Sofiensäle eine der ersten großen Eisenkonstruktionen in Wien. Der ursprüngliche Bau erfolgte 1845–1848 durch Sicardsburg und van der Nüll, es gab aber weitreichende Umbauten 1870, 1886 und vor allem 1899, aus dieser Zeit stammt auch die heutige Fassade. 2001 brannten die Säle ab und standen jahrelang als Brandruine da. Seit 2014 sind die noch vorhandenen Teile (Vorderfront und tragende Mauern) in ein neu errichtetes Wohn- und Bürohaus integriert worden. | BDA-Hist.: Q876053 Status: Bescheid Stand der BDA-Liste: 2025-06-30 Name: Sophiensäle, ehem. Sophienbad GstNr.: 141/1 Sofiensäle |
| ja   | Datei hochladen | Stadtpalais, Ehem. Palais Bourgoing, Springer, Rothschild HERIS-ID: 11690 Objekt-ID: 7799                                       | Metternichgasse 8 Standort KG: Landstraße                                                  | In diesem 1891 von Amand Louis Bauqué und Albert Pio in den Formen des französischen Frühklassizismus erbauten Palais befindet sich heute eine Außenstelle der Musikuniversität. Das Gebäude ist von der Straße zurückversetzt und weist einen pilastergegliederten Mittelrisaliten mit Attikageschoß auf. Die Innenausstattung ist in Neo-Empire-Formen gehalten. Der Eingang erfolgt durch ein prächtiges Schmiedeeisengittertor, seitlich befindet sich ein Pförtnerhäuschen. Es ist das zweite der beiden von den Architekten in der Metternichgasse für Othon de Bourgoing erbauten Palais. | BDA-Hist.: Q2047154 Status: § 2a Stand der BDA-Liste: 2025-06-30 Name: Stadtpalais, Ehem. Palais Bourgoing, Springer, Rothschild GstNr.: 888/1, 884/12 Palais Bourgoing-Rothschild |
| ja   | Datei hochladen | Palais Bourgoing, Universitätsgebäude Musik und darstellende Kunst HERIS-ID: 47559 Objekt-ID: 50723seit 2013                    | Metternichgasse 12 Standort KG: Landstraße                                                 | Das späthistoristische Palais mit gebänderter Fassade und Empire-Schmuckelementen wurde 1890 von Amand Bauqué und Albert Pio errichtet. Es ist das erste der beiden von den Architekten in der Metternichgasse für Othon de Bourgoing erbauten Palais. | BDA-Hist.: Q2046908 Status: Bescheid Stand der BDA-Liste: 2025-06-30 Name: Ehem. Palais Bourgoing, Universitätsgebäude Musik und darstellende Kunst GstNr.: 884/7 Palais Bourgoing |
| ja   | Datei hochladen | Figur, Scherzo-Gruppe HERIS-ID: 11742 Objekt-ID: 7856                                                                           | Modenapark Standort KG: Landstraße                                                         | Über einem Steinsockel mit zwei sitzenden Faunen ist in Bronze ein tschinellenspielender Knabe mit zwei Panthern abgebildet. Die Skulptur wurde 1913 von Josef Müllner geschaffen und stand bis 1948 im Arenbergpark. | BDA-Hist.: Q38111186 Status: § 2a Stand der BDA-Liste: 2025-06-30 Name: Figur, Scherzo-Gruppe GstNr.: 916/60 Scherzogruppe |
| ja   | Datei hochladen | Wohnhausanlage der Gemeinde Wien, Alice-und-Heinrich-Scheuer-Hof HERIS-ID: 11821 Objekt-ID: 7939 Wiener Wohnen: 442             | Neulinggasse 39 Standort KG: Landstraße                                                    | Diese Wohnhausanlage wurde 1930/31 von Armand Weiser erbaut. Seit 2009 trägt sie ihren jetzigen Namen. | BDA-Hist.: Q38113176 Status: § 2a Stand der BDA-Liste: 2025-06-30 Name: Wohnhausanlage der Gemeinde Wien, Alice-und-Heinrich-Scheuer-Hof GstNr.: 905/1 Alice-und-Heinrich-Scheuer-Hof |
| ja   | Datei hochladen | Miethaus HERIS-ID: 11619 Objekt-ID: 7726                                                                                        | Neulinggasse 52 Standort KG: Landstraße                                                    | Dieses 1935–1938 von Siegfried Drach erbaute Wohnhaus ist ein in Wien seltenes Beispiel für einen originalen und gut erhaltenen funktionalistischen Bau der 30er-Jahre. Besonderheiten sind das mit Stahlblech verkleidente Stiegenhaus und die verglaste Hoffassade | BDA-Hist.: Q38107335 Status: Bescheid Stand der BDA-Liste: 2025-06-30 Name: Miethaus GstNr.: 907/1 Miethaus Neulinggasse 52, Wien-Landstraße |
| ja   | Datei hochladen | Wohn- und Geschäftshaus, Teil d. Palais Des Beaux Arts HERIS-ID: 12139 Objekt-ID: 8274                                          | Paracelsusgasse 9 Standort KG: Landstraße                                                  | siehe unter Löwengasse 47-47a | BDA-Hist.: Q38122860 Status: Bescheid Stand der BDA-Liste: 2025-06-30 Name: Wohn- und Geschäftshaus, Teil d. Palais Des Beaux Arts GstNr.: 159/12 Palais des Beaux Arts, Vienna |
| ja   | Datei hochladen | Schule der Stadt Wien HERIS-ID: 11870 Objekt-ID: 7990                                                                           | Petrusgasse 10 Standort KG: Landstraße                                                     | Diese 1910/11 vom Stadtbauamt erbaute Schule mit Straßenhof gegen den Klopsteinplatz ist ein monumentaler, blockhafter Bau, der an seiner Vorderseite Relieffiguren (vor allem den hl. Petrus) aufweist. | BDA-Hist.: Q38115143 Status: § 2a Stand der BDA-Liste: 2025-06-30 Name: Schule der Stadt Wien GstNr.: 1414/45 Volksschule Petrusgasse |
| ja   | Datei hochladen | Pfarrhof der Rochuskirche, Rest des ehem. Klosters HERIS-ID: 11763 Objekt-ID: 7878                                              | Pfarrhofgasse 1 Standort KG: Landstraße                                                    | In diesem Rest des 1812 aufgehobenen Klosters ist der Pfarrhof der Rochuskirche untergebracht. Zwei Flügel des ehemaligen Kreuzganges sind noch erhalten. Anmerkung: Identadresse Landstraßer Hauptstraße 56 | BDA-Hist.: Q38111966 Status: § 2a Stand der BDA-Liste: 2025-06-30 Name: Pfarrhof der Rochuskirche, Rest des ehem. Klosters GstNr.: 589 Pfarrhof Rochuskirche (Wien) |
| ja   | Datei hochladen | Wohnhaus HERIS-ID: 11847 Objekt-ID: 7967                                                                                        | Posthorngasse 5 Standort KG: Landstraße                                                    | Dieses Biedermeierhaus mit Reliefdekor (Putten und Palmetten) wurde 1827 von Peter Gerl erbaut. | BDA-Hist.: Q38114371 Status: Bescheid Stand der BDA-Liste: 2025-06-30 Name: Wohnhaus GstNr.: 467 Posthorngasse 5, Vienna |
| ja   | Datei hochladen | Schloss Belvedere samt Schlosspark mit Baulichkeiten HERIS-ID: 58132 Objekt-ID: 68612                                           | Prinz-Eugen-Straße 27 Standort KG: Landstraße                                              | Dieser von Johann Lukas von Hildebrandt für Prinz Eugen von Savoyen errichtete Komplex ist einer der bedeutendsten barocken Schlossbauten in Österreich. Die Anlage besteht aus dem Oberen Belvedere (errichtet 1721–1723), dem Unteren Belvedere (errichtet 1714–1716) und dem dazwischenliegenden Schlossgarten (nach 1700 gestaltet durch Dominique Girard). Die Gebäude beherbergen heute die Österreichische Galerie Belvedere. | BDA-Hist.: Q211818 Status: Bescheid Stand der BDA-Liste: 2025-06-30 Name: Schloss Belvedere samt Schlosspark mit Baulichkeiten GstNr.: 1052/5, 1053, 1054, 1055, 1056, 1057, 1059, 1060, 1063, 1064/1, 1064/2, 1065, 1066, 1067/2, 1068, 1069, 1070, 3011/3, 3012/4, 1086/2, 1086/16 Belvedere (Vienna)                                                                   |
| ja   | Datei hochladen | Ehem. Reitschule des Palais Schwarzenberg, Botschaft der Schweizer Eidgenossenschaft HERIS-ID: 11739 Objekt-ID: 7853            | Prinz-Eugen-Straße 7–11A Standort KG: Landstraße                                           | Die ehemalige Reitschule mit Wirtschaftsgebäuden des Palais Schwarzenberg (siehe unten) wurde 1751 von Andrea Altomonte erbaut. 1927–1929 wurde von Karl Wilhelm Schmidt eine Neugestaltung vorgenommen, bei man sich jedoch an die barocken Formen anlehnte. | BDA-Hist.: Q38111092 Status: Bescheid Stand der BDA-Liste: 2025-06-30 Name: Ehem. Reitschule des Palais Schwarzenberg, Botschaft der Schweizer Eidgenossenschaft GstNr.: 1049/7, 1052/4 |
| ja   | Datei hochladen | Berufsrettung Wien HERIS-ID: 11701 Objekt-ID: 7810                                                                              | Radetzkystraße 1 Standort KG: Landstraße                                                   | Die Rettungszentrale wurde 1897–1899 von Ferdinand Hrach und Franz von Gruber erbaut. Das Gebäude hat eine gegen den Wienfluss sich verjüngende Front mit einem Fassadenturm. Auf halber Höhe befindet sich eine Portraitbüste von Jaromír Mundy, dem Gründer der Rettungsgesellschaft. | BDA-Hist.: Q15854354 Status: § 2a Stand der BDA-Liste: 2025-06-30 Name: Österreichische Rettungsgesellschaft GstNr.: 2 Wiener Rettungszentrale |
| ja   | Datei hochladen | Bildstock, Hl. Dreifaltigkeit HERIS-ID: 11762 Objekt-ID: 7877                                                                   | bei Radetzkystraße 1 Standort KG: Landstraße                                               | Die 1856 in diesem Bereich aufgestellte Dreifaltigkeitssäule mit Engelskopfkapitell stammt aus dem Jahr 1683 und wurde seither mehrfach restauriert. Der volutengeschmückte Inschriftensockel wurde Anfang des 18. Jahrhunderts hinzugefügt. | BDA-Hist.: Q16061678 Status: § 2a Stand der BDA-Liste: 2025-06-30 Name: Bildstock, Hl. Dreifaltigkeit GstNr.: 2 Trinity column, Radetzkystraße 1, Landstraße |
| ja   | Datei hochladen | Miethaus, Ehem. Stallungen des Palais Rasumofsky HERIS-ID: 11743 Objekt-ID: 7857                                                | Rasumofskygasse 20, 22, 24 Standort KG: Landstraße                                         | Die ehemaligen Stallungen des Palais Rasumofsky (Rasumofskygasse 23-25) wurden 1803–1807 erbaut und 1848–1854 aufgestockt und zum Zinshaus umgebaut. Zur Rasumofskygasse hin ist die Front mehrfach gestaffelt. | BDA-Hist.: Q64764972 Status: § 2a Stand der BDA-Liste: 2025-06-30 Name: Miethaus, Ehem. Stallungen des Palais Rasumofsky GstNr.: 295 Palais Rasumofsky, ehemalige Stallungen |
| ja   | Datei hochladen | Gartenpalais, Ehem. Palais Rasumofsky HERIS-ID: 11589 Objekt-ID: 7694                                                           | Rasumofskygasse 23-25 Standort KG: Landstraße                                              | Das Palais wurde 1806 von Louis Montoyer für den Botschafter des Russischen Reiches, Andrei Kirillowitsch Rasumowski erbaut. Es ist der bedeutendste erhaltene klassizistische Palastbau in Wien. Der Form nach ist es ein streng kubischer Baublock mit Risaliten oder (zur Straße hin) mit vorgebauten Säulenportiken. Daran schließt rechtwinkelig ein Gartentrakt an. Der Garten erstreckte sich ursprünglich bis zum Donaukanal. 1814/15 brannte der Gartentrakt ab und wurde in vereinfachter Form von Joseph Meissl wiederaufgebaut. | BDA-Hist.: Q2047151 Status: Bescheid Stand der BDA-Liste: 2025-06-30 Name: Gartenpalais, Ehem. Palais Rasumofsky, Geologische Bundesanstalt GstNr.: 276/2 Palais Rasumofsky |
| ja   | Datei hochladen | Postamt, ehem. Telefonzentrale HERIS-ID: 11744 Objekt-ID: 7858                                                                  | Rasumofskygasse 29 Standort KG: Landstraße                                                 | Die ehemalige Telephon-Zentrale wurde 1920 von Julius Müller erbaut. Es ist ein repräsentativer Bau in zurückhaltenden neoklassizistischen Formen. Die drei unteren Stockwerke sind durch Lisenengliederung zusammengefasst, den oberen Abschluss bildet ein breiter Giebel. | BDA-Hist.: Q38111290 Status: Bescheid Stand der BDA-Liste: 2025-06-30 Name: Postamt, ehem. Telefonzentrale GstNr.: 277 Ehemalige Telefonzentrale, Rasumofskygasse |
| ja   | Datei hochladen | Miethaus, Home Suisse HERIS-ID: 11637 Objekt-ID: 7744                                                                           | Reisnerstraße 4 Standort KG: Landstraße                                                    | Dieses biedermeierliche Zinshaus stammt aus 1826 und wurde von Peter Gerl erbaut. | BDA-Hist.: Q38107847 Status: Bescheid Stand der BDA-Liste: 2025-06-30 Name: Miethaus, Home Suisse GstNr.: 981 |
| ja   | Datei hochladen | Ehemalige Britische Botschaft HERIS-ID: 11638 Objekt-ID: 7745                                                                   | Reisnerstraße 40 Standort KG: Landstraße                                                   | Das ehemals zur britischen Botschaft gehörende Bürogebäude in zurückhaltenden neoklassizistischen Formen wurde 1913/14 von Ernst Epstein erbaut. Oberhalb der Portalanlage mit dorischen Freisäulen sind die Geschoße mit ionischen Riesenpilastern gegliedert. Auch das marmorverkleidete Vestibül und das prunkvolle Stiegenhaus sind auf Repräsentation ausgerichtet. | BDA-Hist.: Q38107926 Status: Bescheid Stand der BDA-Liste: 2025-06-30 Name: Ehemalige Britische Botschaft GstNr.: 883/1 Reisnerstraße 40 |
| ja   | Datei hochladen | Ehem. Palais Nassau, Botschaft der Russischen Föderation HERIS-ID: 11702 Objekt-ID: 7811seit 2012                               | Reisnerstraße 45-47 Standort KG: Landstraße                                                | Dieses Palais, das die Botschaft der Russischen Föderation beherbergt, wurde 1872 von Alois Maria Wurm-Arnkreuz erbaut und später aufgestockt. Es ist in den Formen der Neu-Wiener Renaissance gehalten. Der Portalvorbau ist dreiachsig mit seitlichen Auffahrtsrampen. Die ursprüngliche Ausstattung ist in der Beletage teilweise erhalten. | BDA-Hist.: Q38109904 Status: Bescheid Stand der BDA-Liste: 2025-06-30 Name: Ehem. Palais Nassau, Botschaft der Russischen Föderation GstNr.: 882/27 Palais Nassau, Vienna |
| ja   | Datei hochladen | Ehem. Palais Hohenberg HERIS-ID: 11641 Objekt-ID: 7748                                                                          | Reisnerstraße 55-57 Standort KG: Landstraße                                                | Dieses monumentale strenghistoristische Doppelhaus in Neorenaissanceformen wurde 1873 von Wilhelm Fraenkel erbaut. Der Mittelrisalit ist durch Balkone und Freisäulenordnung in Supraposition stark gegliedert, markant sind die Figurennischen. | BDA-Hist.: Q38108001 Status: Bescheid Stand der BDA-Liste: 2025-06-30 Name: Ehem. Palais Hohenberg GstNr.: 882/4 |
| ja   | Datei hochladen | Fußgängerbrücke, Reitschulsteg HERIS-ID: 14306 Objekt-ID: 10538                                                                 | Reitschulsteg Standort KG: Landstraße                                                      | Diese Eisenkonstruktion über die Verbindungsbahn auf Höhe Jaurèsgasse wurde 1907 erbaut. | BDA-Hist.: Q37748719 Status: § 2a Stand der BDA-Liste: 2025-06-30 Name: Fußgängerbrücke, Reitschulsteg GstNr.: 3026/1 Reitschulsteg |
| ja   | Datei hochladen | Botschaft der Republik Kroatien, Otto-Wagner-Haus HERIS-ID: 11803 Objekt-ID: 7921                                               | Rennweg 3 Standort KG: Landstraße                                                          | Dieses Haus bildete ursprünglich mit den Häusern Rennweg 1a und Rennweg 5 ein Ensemble, von dem dieses der zentrale und wichtigste Teil war. Es wurde nach der Niederreißung der Leibgardekaserne 1890 erbaut und markiert im Werk Otto Wagners den Übergang zwischen Historismus und Jugendstil. Es wurde von Wagner als Privatpalais und Ateliergebäude errichtet. Bis 2011 beherbergte es die serbische, danach die kroatische Botschaft. | BDA-Hist.: Q701941 Status: Bescheid Stand der BDA-Liste: 2025-06-30 Name: Botschaft der Republik Kroatien, Otto-Wagner-Haus GstNr.: 1047/11 Palais Hoyos (Rennweg) |
| ja   | Datei hochladen | Miethaus, Gustav Mahler-Wohnhaus HERIS-ID: 11580 Objekt-ID: 7683                                                                | Rennweg 5 Standort KG: Landstraße                                                          | Dieses Haus mit Hauptfront in der Auenbruggergasse bildet mit dem Palais Hoyos und dem mittlerweile stark veränderten Haus Rennweg 1a ein Ensemble. Der Fassadendekor ist schlichter gehalten aber in einem ähnlichen Stil. Gustav Mahler wohnte hier 1898–1909. | BDA-Hist.: Q111344630 Status: Bescheid Stand der BDA-Liste: 2025-06-30 Name: Miethaus, Gustav Mahler-Wohnhaus GstNr.: 1047/16 Rennweg 5, Vienna |
| ja   | Datei hochladen | Gardekirche, ehem. Kaiserspitalskirche zum Gekreuzigten Heiland HERIS-ID: 11673 Objekt-ID: 7782                                 | Rennweg 5A Standort KG: Landstraße                                                         | Ursprünglich die Kirche des kaiserlichen Hofspitals und später der Leibgardekaserne, wurde sie von Nikolaus von Pacassi 1754–1763 in klassizistischem Stil erbaut und gilt als eines seiner Hauptwerke. Die Innenausstattung ist im Stil des höfischen Rokoko gehalten. 1898 erfolgte eine Renovierung und Aufstockung durch Richard Jordan. | BDA-Hist.: Q1494050 Status: § 2a Stand der BDA-Liste: 2025-06-30 Name: Gardekirche, ehem. Kaiserspitalskirche zum Gekreuzigten Heiland GstNr.: 1045 Gardekirche, Vienna |
| ja   | Datei hochladen | Salesianerinnenkirche und -kloster Mariae Heimsuchung HERIS-ID: 11646 Objekt-ID: 7754                                           | Rennweg 8–10 Standort KG: Landstraße                                                       | Diese hochbarocke Klosteranlage mit Kirche ist aufgrund ihrer Einheitlichkeit und Geschlossenheit bemerkenswert. Ursprünglich 1717 als Witwensitz der Kaiserin Wilhelmine Amalie gestiftet, wurden Kloster und Kirche 1717–1728 von Donato Felice d’Allio erbaut. Einzelne Umbauten erfolgten 1782–1786 durch Johann Ferdinand Hetzendorf von Hohenberg. Die Kirche im Haupttrakt ist durch eine Art Ehrenhof von der Straße zurückversetzt, ihre Kuppel ist weithin sichtbar. Westlich der Kirche das an das Gelände des Belvedere anschließende Klostergebäude, das immer noch von den Salesianerinnen bewohnt wird. | BDA-Hist.: Q2214240 Status: § 2a Stand der BDA-Liste: 2025-06-30 Name: Salesianerinnenkirche und -kloster Mariae Heimsuchung GstNr.: 1075/1, 1076, 1073, 1075/2, 1074, 1071/1 Salesianerinnenkirche, Vienna |
| ja   | Datei hochladen | Ehem. Kunstabteilungen der Österreichischen Staatsdruckerei HERIS-ID: 11643 Objekt-ID: 7750                                     | Rennweg 12A Standort KG: Landstraße                                                        | Ursprünglich als Erweiterung des nebenstehenden Gebäudes (dem ehemaligen Zentralgebäude der Österreichischen Staatsdruckerei) gedacht, wurde die Kunstabteilung 1907/08 von Alfred Kern erbaut. Die Fassade hat neoklassizistische Formen, zwei der Achsen sind pylonartig erhöht, mit reliefierten k.u.k. Wappen versehen und enden in Gitterkronenaufsätzen. | BDA-Hist.: Q38108067 Status: Bescheid Stand der BDA-Liste: 2025-06-30 Name: Ehem. Kunstabteilungen der Österreichischen Staatsdruckerei GstNr.: 1083/1 Hotel Belvedere, Vienna |
| ja   | Datei hochladen | Sacre-Coeur-Klosterkirche der Ordensfrauen vom Heiligsten Herzen Jesu HERIS-ID: 11684 Objekt-ID: 7793                           | Rennweg 31A Standort KG: Landstraße                                                        | Diese schräg zum Rennweg liegende Kirche mit hoher Giebelfassade wurde 1875–1877 von Ferdinand Zehengruber in einem an das italienische 14. Jahrhundert angelehnten Stil erbaut. In den Bau der Schule (und teilweise auch der Kirche) wurde das ältere Kaunitzschlössl einbezogen, das 1867 vom Orden erworben wurde. Kloster und Schule wurden 1872–1893 erbaut. | BDA-Hist.: Q38109226 Status: § 2a Stand der BDA-Liste: 2025-06-30 Name: Sacre-Coeur-Klosterkirche der Ordensfrauen vom Heiligsten Herzen Jesu GstNr.: 880, 881 Sacre-Coeur-Kirche, Landstraße |
| ja   | Datei hochladen | Miethaus, Haus Anton Öfferl HERIS-ID: 11645 Objekt-ID: 7753                                                                     | Rennweg 56 Standort KG: Landstraße                                                         | Dieses damalige Vorstadthaus mit Balusterparapet und Fensterlunetten wurde 1804 von Josef Adelpoldinger erbaut. | BDA-Hist.: Q38108099 Status: Bescheid Stand der BDA-Liste: 2025-06-30 Name: Miethaus, Haus Anton Öfferl GstNr.: 1256/2 |
| ja   | Datei hochladen | Kath. Filialkirche, Erlöserkirche und ehem. Redemptoristinnenkloster der Tröster von Gethsemane HERIS-ID: 11676 Objekt-ID: 7785 | Rennweg 63 Standort KG: Landstraße                                                         | Diese ehemalige Klosterkirche wurde 1834–1836 von Carl Roesner unter Mitarbeit von Anton Hoppe erbaut. Sie ist einfach und regelmäßig im Stil des romantischen Historismus in Frührenaissanceformen gehalten. Die Klostertrakte wurden 1908 umgebaut. | BDA-Hist.: Q16831240 Status: Bescheid Stand der BDA-Liste: 2025-06-30 Name: Kath. Filialkirche, Erlöserkirche und ehem. Redemptoristinnenkloster der Tröster von Gethsemane GstNr.: 842, 843, 846/3 Kirche zum Allerheiligsten Erlöser |
| ja   | Datei hochladen | Ehem. Reithalle der Waisenhauskaserne HERIS-ID: 11871 Objekt-ID: 7991                                                           | Rennweg 89B Standort KG: Landstraße                                                        | Das Waisenhaus am Rennweg wurde 1742 gestiftet, und nach mehreren Arealerweiterungen 1767 und 1832 anschließend mehrmals umgebaut. Die Waisenhausfunktion wurde 1795 aufgegeben und der Gebäudekomplex in eine Artilleriekaserne umgewandelt. Für diese Kaserne wurde 1854 eine Winterreitschule von Sicardsburg und van der Nüll gebaut. Es handelt sich um einen basilikal aufgebauten Backsteinbau mit Pferdereliefs. Das Gebäude und das umliegende Areal wird heute als Sportstätte genützt. | BDA-Hist.: Q104186084 Status: § 2a Stand der BDA-Liste: 2025-06-30 Name: Ehem. Reithalle der Waisenhauskaserne GstNr.: 1298/4 Reithalle der Waisenhauskaserne |
| ja   | Datei hochladen | Kath. Pfarrkirche, Waisenhauskirche Mariae Geburt HERIS-ID: 11686 Objekt-ID: 7795                                               | bei Rennweg 91 Standort KG: Landstraße                                                     | Für das 1742 gestiftete Waisenhaus wurden in Folge Kapellen gebaut. Die heutige Kirche wurde ab 1768 von Thaddäus Adam Karner und Leopold Grossmann erbaut. 1774 war die Inneneinrichtung abgeschlossen. 1783 wurde die Kirche zur Pfarrkirche. Sie ist ein durch seitliche Konchen ausgeweiteter Saalbau, der in die niedrigere Front des ehemaligen Waisenhauses eingespannt ist. Das weiß-golden gehaltene barock-klassizistische Innere ist durch seine Einheitlichkeit bemerkenswert. | BDA-Hist.: Q2540745 Status: § 2a Stand der BDA-Liste: 2025-06-30 Name: Kath. Pfarrkirche, Waisenhauskirche Mariae Geburt GstNr.: 1297 Waisenhauskirche, Vienna |
| ja   | Datei hochladen | Pfarrhof HERIS-ID: 56607 Objekt-ID: 66107seit 2017                                                                              | Rennweg 91 Standort KG: Landstraße                                                         | Der Pfarrhof ist ein Rest des Waisenhauses am Rennweg und wurde in dieser Form 1759–1763 erbaut. Es ist ein einfacher traufständiger Bau mit Korbbogeneinfahrt und Rechteckfenstern mit Klostergittern. Anmerkung: Bis 2017 gemeinsam mit der Waisenhauskirche geschützt, nunmehr getrennt angeführt | BDA-Hist.: Q38073017 Status: § 2a Stand der BDA-Liste: 2025-06-30 Name: Pfarrhof GstNr.: 1295/1 |
| ja   | Datei hochladen | Wohnhaus, Hainisch-Haus, Zum Goldenen Stern HERIS-ID: 11647 Objekt-ID: 7755                                                     | Rochusgasse 7 Standort KG: Landstraße                                                      | Das biedermeierliche Vorstadthaus „Zum Goldenen Stern“ wurde 1814 erbaut, die Fassade wurde 1878 stark verändert. Es war das Wohnhaus von Marianne Hainisch. | BDA-Hist.: Q38108206 Status: Bescheid Stand der BDA-Liste: 2025-06-30 Name: Wohnhaus, Hainisch-Haus, Zum Goldenen Stern GstNr.: 747 Rochusgasse 7 |
| ja   | Datei hochladen | Wohnhausanlage der Gemeinde Wien, Anton-Kohl-Hof HERIS-ID: 11722 Objekt-ID: 7831 Wiener Wohnen: 82                              | Rüdengasse 8–10 Standort KG: Landstraße                                                    | Dieser Gemeindebau wurde 1927/28 von Camillo Fritz Discher und Paul Gütl erbaut und nach dem Wiener sozialdemokratischen Kommunalpolitiker Anton Kohl benannt. Gegen die Rüdengasse präsentiert es sich mit breiter Rundbogentoreinfahrt, gegenüber der Göllnergasse weist er einen Straßenhof auf. | BDA-Hist.: Q38110458 Status: § 2a Stand der BDA-Liste: 2025-06-30 Name: Wohnhausanlage der Gemeinde Wien, Anton-Kohl-Hof GstNr.: 2104 Anton-Kohl-Hof |
| ja   | Datei hochladen | Ehm. Gewerbehaus, Haus der Kammer der gewerblichen Wirtschaft HERIS-ID: 42098 Objekt-ID: 42673seit 2020                         | Rudolf-Sallinger-Platz 1 Standort KG: Landstraße                                           | Das Gewerbehaus wurde 1952 an der Stelle des 1916 demolierten Palais Modena-Este von Carl Appel erbaut und fungierte bis 2018 als Sitz der Gewerbesektion der Wiener Wirtschaftskammer. | BDA-Hist.: Q105080974 Status: Bescheid Stand der BDA-Liste: 2025-06-30 Name: Gewerbehaus, Haus der Kammer der gewerblichen Wirtschaft GstNr.: 916/4 |
| ja   | Datei hochladen | Befestigungsanlage, Reste des Linienwalls HERIS-ID: 11898 Objekt-ID: 8019                                                       | Rundweg Standort KG: Landstraße                                                            | Der Linienwall wurde in den Jahren nach 1704 als palisadenverstärkter Erdwall zum Schutz der Vorstädte gegen die Kuruzzen errichtet und 1738 zusätzlich mit Ziegeln ausgemauert. Er diente nicht nur als zweite Verteidigungsanlage Wiens, sondern auch als Zollgrenze. Daher wurde er erst nach 1890, als der Beschluss gefallen war, die Vororte einzugemeinden, geschleift. Im dritten Bezirk gibt es zwei von drei Relikten. | BDA-Hist.: Q38116046 Status: § 2a Stand der BDA-Liste: 2025-06-30 Name: Befestigungsanlage, Reste des Linienwalls GstNr.: 1456/1, 2834/1 Reste des Linienwalls, Erdberger Stadtwildnis |
| ja   | Datei hochladen | Ehem. Palais Schnapper-Weisweiler HERIS-ID: 11649 Objekt-ID: 7757                                                               | Salesianergasse 3a Standort KG: Landstraße                                                 | Das ist der kleinere, ältere und noch erhaltene Teil des Palais Schnapper-Weisweiler. Er wurde 1891 von Ferdinand Fellner und Hermann Helmer in späthistoristischer Form (nach dem Vorbild französischer Hôtels des 17. Jahrhunderts) erbaut. | BDA-Hist.: Q1236630 Status: § 57-Mandatsbescheid Stand der BDA-Liste: 2025-06-30 Name: Ehem. Palais Schnapper-Weisweiler GstNr.: 913/1 Palais Schnapper-Weisweiller, Vienna |
| ja   | Datei hochladen | Miethaus HERIS-ID: 11852 Objekt-ID: 7972                                                                                        | Salesianergasse 10 Standort KG: Landstraße                                                 | Dieses additiv gegliederte Haus wurde 1859 erbaut und hat gedoppelte Eckachsen sowie schlichte Fensterrahmungen. | BDA-Hist.: Q38114574 Status: § 2a Stand der BDA-Liste: 2025-06-30 Name: Miethaus GstNr.: 1010 |
| ja   | Datei hochladen | Wohnhaus HERIS-ID: 11648 Objekt-ID: 7756                                                                                        | Salmgasse 8 Standort KG: Landstraße                                                        | Dieser palaisartige Bau wurde 1821 von Josef Gerl erbaut und 1885 neobarock fassadiert. Das Mansarddach weist Ziergiebel und Maske auf, die Fenstergitter und der Zaun sind aus Schmiedeeisen. | BDA-Hist.: Q38108256 Status: Bescheid Stand der BDA-Liste: 2025-06-30 Name: Wohnhaus GstNr.: 307 |
| ja   | Datei hochladen | Wohnhaus Zum König David HERIS-ID: 11776seit 2023                                                                               | Salmgasse 15 Standort KG: Landstraße                                                       | Das kleine zweigeschoßige Vorstadthaus wurde im 17. Jahrhundert erbaut. Ursprünglich dreiflügelig, wurde der Hof im 19. Jahrhundert verändert und abgeschlossen. Das steingerahmte Portal mit barockem Holztor stammt aus dem zweiten Viertel des 18. Jahrhunderts, die unregelmäßig angeordneten Fenster weisen teilweise Sohlbänke auf. | BDA-Hist.: Q119231480 Status: Bescheid Stand der BDA-Liste: 2025-06-30 Name: Wohnhaus Zum König David GstNr.: 296 Wohnhaus Zum König David |
| ja   | Datei hochladen | Wohnhaus, Fuhrwerkerhaus HERIS-ID: 11650 Objekt-ID: 7758                                                                        | Schimmelgasse 3 Standort KG: Landstraße                                                    | Dieses Haus ist eines der Reste der ursprünglichen Bebauung des Viertels um den Paulusplatz (Paulusgasse und Schimmelgasse), das um 1820 planmäßig angelegt wurde. Markant an diesem Haus ist das Korbbogentor. | BDA-Hist.: Q38108324 Status: Bescheid Stand der BDA-Liste: 2025-06-30 Name: Wohnhaus, Fuhrwerkerhaus GstNr.: 1467 |
| ja   | Datei hochladen | Kommunaler Wohnbau HERIS-ID: 110605 Objekt-ID: 128319 Wiener Wohnen: 447                                                        | Schlachthausgasse 44 Standort KG: Landstraße                                               | Dieser Kommunale Wohnbau wurde 1938 von Otto Nadel errichtet. | BDA-Hist.: Q37819768 Status: Bescheid Stand der BDA-Liste: 2025-06-30 Name: Kommunaler Wohnbau GstNr.: 1494 Wohnhausanlage Schlachthausgasse 44 |
| ja   | Datei hochladen | Wohnhausanlage der Gemeinde Wien HERIS-ID: 11823 Objekt-ID: 7942 Wiener Wohnen: 434                                             | Schrottgasse 10–12 Standort KG: Landstraße                                                 | Dieser schlichte und funktionelle Gemeindebau wurde 1927/28 von Walter Sobotka erbaut. Er ist U-förmig um einen Hof gebaut und hat seinen Haupteingang am Klopsteinplatz. | BDA-Hist.: Q38113293 Status: § 2a Stand der BDA-Liste: 2025-06-30 Name: Wohnhausanlage der Gemeinde Wien GstNr.: 1414/53 Wohnhausanlage Klopsteinplatz 6 |
| ja   | Datei hochladen | Hochstrahlbrunnen HERIS-ID: 11798 Objekt-ID: 7916 Wien Kulturgut: 43414                                                         | Schwarzenbergplatz Standort KG: Landstraße                                                 | Der Brunnen wurde 1873 anlässlich der Errichtung der I. Hochquellenwasserleitung von dessen Erbauer Anton Gabrielli eröffnet. 1906 wurde er zu einem Leuchtbrunnen umgestaltet. | BDA-Hist.: Q1583230 Status: § 2a Stand der BDA-Liste: 2025-06-30 Name: Hochstrahlbrunnen und Befreiungsdenkmal (Russendenkmal) GstNr.: 1048/1 Hochstrahlbrunnen |
| ja   | Datei hochladen | Russendenkmal, Befreiungsdenkmal, Heldendenkmal der Roten Armee HERIS-ID: 110596 Objekt-ID: 128304                              | Schwarzenbergplatz Standort KG: Landstraße                                                 | Das Denkmal wurde 1945 von der sowjetischen Besatzungsmacht in Wien errichtet. Der Architekt war S. G. Jakowlew, der Bildhauer M. A. Intesarjan. Es steht direkt hinter dem Brunnen und ist auf die Hauptachse des Schwarzenbergplatzes ausgerichtet. Auf einem mehrfach gestuften Sockel steht die goldfarbene Figur eines Sowjetarmisten mit Fahne und Schild (auf dem das Wappen der Sowjetunion zu sehen ist), dahinter breitet sich halbkreisformig eine steinerne Kolonnade aus, auf der ebenfalls Soldatenfiguren zu sehen sind. Sowohl auf dem Sockel als auch an der Kolonnade sind Inschriften in russischer Sprache angebracht, die den sowjetischen Gefallenen des Zweiten Weltkrieges gedenken.                                                                                                  | BDA-Hist.: Q177008 Status: § 2a Stand der BDA-Liste: 2025-06-30 Name: Russendenkmal, Befreiungsdenkmal, Heldendenkmal der Roten Armee GstNr.: 1048/4 Heldendenkmal der Roten Armee |
| ja   | Datei hochladen | Haus der Industrie HERIS-ID: 11693 Objekt-ID: 7802seit 2015                                                                     | Schwarzenbergplatz 4 Standort KG: Landstraße                                               | Der monumentale späthistoristische Bau wurde 1909 von Karl König erbaut. Das viergeschoßige Bürohaus steht an drei Seiten frei, eine Kante zum Heumarkt hin ist abgerundet. Die Schauseite ist in neobarocken Formen mit imperialen Konnotationen gehalten, die Risalite sind durch vasenbesetzte und mit Balustraden verbundene Attiken erhöht, in der Kartusche über dem Mittelrisaliten befindet sich das Relief Allegorie der Industrie. Das Foyer hat ein prunkvolles Stiegenhaus, der pilastergegliederte und mit Kassettendecke abgeschlossene Festsaal gehört zu den prunkvollsten Ausstattungen der Ringstraßenzone. | BDA-Hist.: Q1590770 Status: Bescheid Stand der BDA-Liste: 2025-06-30 Name: Haus der Industrie GstNr.: 3201/7 Haus der Industrie |
| ja   | Datei hochladen | Palais Fanto, ehem. Österreichisches Branntweinmonopol HERIS-ID: 11582 Objekt-ID: 7685                                          | Schwarzenbergplatz 6 Standort KG: Landstraße                                               | Dieser monumentale freistehende Baublock wurde 1917/18 von Ernst Gotthilf-Miskolczy und Alexander Neumann gebaut. Der Hauptakzent geht zum Schwarzenbergplatz mit der überkuppelten Ecklösung, die eine kolossale ionische Säulenordnung aufweist. 1922–1998 war das Österreichische Branntweinmonopol hier untergebracht, seither ist es unter anderem Sitz des Arnold Schönberg Center. | BDA-Hist.: Q1350699 Status: Bescheid Stand der BDA-Liste: 2025-06-30 Name: Palais Fanto, ehem. Österreichisches Branntweinmonopol GstNr.: 994/8 Palais Fanto |
| ja   | Datei hochladen | Gesamtanlage, Palais Schwarzenberg, ehem. Palais Mansfeld-Fondi HERIS-ID: 40869 Objekt-ID: 41010                                | Schwarzenbergplatz 9 Standort KG: Landstraße                                               | Eines der bedeutendsten barocken Gartenpalais Wiens, ist es ein Frühwerk und der erste Bau von Johann Lucas von Hildebrandt in Wien. 1697 wurde von Heinrich Franz von Mansfeld ein Gartenpalais in Auftreg gegeben, der noch unvollendete Bau wurde nach dem Tod des Auftraggebers 1715 an Adam Franz von Schwarzenberg verkauft. Der Weiterbau erfolgte 1720–1726 durch Johann Bernhard und Joseph Emanuel Fischer von Erlach. Es ist ein eineinhalbgeschoßiges Palais mit Ehrenhofanlage und Toranlage. Die Fresken im Inneren, insbesondere in der Kuppel stammen von Daniel Gran. | BDA-Hist.: Q651030 Status: Bescheid Stand der BDA-Liste: 2025-06-30 Name: Anlage Palais Schwarzenberg, ehem. Palais Mansfeld-Fondi GstNr.: 1049/6, 1052/1, 1052/6, 1049/1, 1049/2, 1049/8, 3012/3, 1049/3, 1049/9, 1051/1, 1051/2, 1052/2, 1052/3 Palais Schwarzenberg (Schwarzenbergplatz)                                                                               |
| ja   | Datei hochladen | Reste des Linienwalls HERIS-ID: 11899 Objekt-ID: 8020                                                                           | Schweizergarten Standort KG: Landstraße                                                    | Siehe den Eintrag unter Rundweg | BDA-Hist.: Q38116131 Status: Bescheid Stand der BDA-Liste: 2025-06-30 Name: Reste des Linienwalls GstNr.: 3247/3, 3277/8 Reste des Linienwalls, Schweizergarten |
| ja   | Datei hochladen | Miethaus HERIS-ID: 11767 Objekt-ID: 7882                                                                                        | Sechskrügelgasse 6 Standort KG: Landstraße                                                 | Dieses ehemalige Vorstadthaus mit rasterartiger Gliederung und Plattendekor wurde im Jahr 1807 errichtet. | BDA-Hist.: Q38112140 Status: § 2a Stand der BDA-Liste: 2025-06-30 Name: Miethaus GstNr.: 559 |
| ja   | Datei hochladen | Spiegelmacherhaus HERIS-ID: 11765 Objekt-ID: 7880                                                                               | Siegelgasse 1 Standort KG: Landstraße                                                      | Dieses Haus stammt im Kern aus dem 17. Jahrhundert, im 3. Viertel des 18. Jahrhunderts wurden mehrere Trakte zusammengefasst und gemeinsam fassadiert. Eine nochmalige Erweiterung erfolgte um 1800. Die Hauptfront weist Nutung und vergitterte Parapetgitterfenster auf, sonst (besonders in der langen Front zur Salmgasse) zeigt es Plattendekor. | BDA-Hist.: Q38112025 Status: Bescheid Stand der BDA-Liste: 2025-06-30 Name: Spiegelmacherhaus GstNr.: 293 Spiegelmacherhaus |
| ja   | Datei hochladen | Stadtpark und Kinderpark samt Baulichkeiten HERIS-ID: 94401 Objekt-ID: 109555                                                   | Stadtpark Standort KG: Landstraße                                                          | Der Stadtpark ist die älteste Parkanlage Wiens und wurde ab 1860 auf dem Gelände des vormaligen Wasserglacis von Joseph Sellény und Rudolph Siebeck geplant. 1863 wurde eine Eisengittereinfriedung errichtet und im selben Jahr wurde der Kinderpark errichtet. Mit der Wienflussregulierung um 1900 wurde auch das Portal von Friedrich Ohmann und Josef Hackhofer errichtet. Im Park befinden sich zahlreiche Denkmäler, Naturdenkmäler und Brunnen. Der Denkmalschutz bezieht sich auch auf die im Park liegende U-Bahn-Station Stadtpark, auf das 1906/07 von Josef Bittner errichtete Gebäude der Stadtgartendirektion, sowie auf die 1901–1903 errichtete Meierei von Ohmann/Hackhofer. Anmerkung: Der größere Teil des Parks mit der Flusseinfassung liegt im 1. Bezirk und wird daher dort verortet. | BDA-Hist.: Q688588 Status: Bescheid Stand der BDA-Liste: 2025-06-30 Name: Stadtpark und Kinderpark samt Baulichkeiten GstNr.: 1343/1, 1343/2, 1343/4, 1899/1, 992/1, 992/4, 992/7, 3210, 3209/2, 1955, 992/3 Stadtpark, Vienna |
| ja   | Datei hochladen | Miethaus HERIS-ID: 11653 Objekt-ID: 7761                                                                                        | Stammgasse 12 Standort KG: Landstraße                                                      | Das Geburtshaus Heimito von Doderers ist ein monumentales späthistoristisches Mietshaus mit ionischen Riesenpilastern, Zopf- und Maskendekor. Es wurde 1894 von Max Ferstel erbaut. | BDA-Hist.: Q38108436 Status: Bescheid Stand der BDA-Liste: 2025-06-30 Name: Miethaus GstNr.: 144/2 Stammgasse 12, Vienna |
| ja   | Datei hochladen | Arbeiterkrankenkasse der Kaufmannschaft HERIS-ID: 11723 Objekt-ID: 7832                                                         | Strohgasse 28 Standort KG: Landstraße                                                      | Dieser repräsentative, sachliche Zweckbau wurde 1926/27 von Fritz Judtmann und Egon Riss erbaut. Markant ist das vorkragende, um die abgerundete Baukante geführte dritte Geschoß. | BDA-Hist.: Q38110507 Status: § 2a Stand der BDA-Liste: 2025-06-30 Name: Arbeiterkrankenkasse der Kaufmannschaft GstNr.: 994/21 |
| ja   | Datei hochladen | Miethaus, Traunsches Haus HERIS-ID: 11740 Objekt-ID: 7854                                                                       | Traungasse 1 Standort KG: Landstraße                                                       | Das Traunsche Haus, zu dessen Komplex auch das ehemalige Zinshaus der Witwen- und Waisensocietät in der Salesianergasse 8 gehört, ist eine große und vielhöfige vormärzliche Zinshausanlage. Es wurde 1837/38 von Franz Ehmann für die Grafen Abensberg-Traun erbaut. Gegen die Traungasse hat es eine lange Front mit Flachrisalite und großer ionischer Pilasterordnung, gegen die Salesianergasse besteht eine Durchfahrt. | BDA-Hist.: Q38111138 Status: § 2a Stand der BDA-Liste: 2025-06-30 Name: Miethaus, Traunsches Haus GstNr.: 1006/1, 1006/2 Traunsches Haus |
| ja   | Datei hochladen | Elisabethinen-Zinshaus HERIS-ID: 11751 Objekt-ID: 7865                                                                          | Ungargasse 3 Standort KG: Landstraße                                                       | Diese typische biedermeierliche Zinskaserne mit genuteten Eckachsen und flacher Lisenengliederung wurde 1837 erbaut. | BDA-Hist.: Q38111625 Status: § 2a Stand der BDA-Liste: 2025-06-30 Name: Elisabethinen-Zinshaus GstNr.: 415 |
| ja   | Datei hochladen | Miethaus, Zur schönen Sklavin/Beethoven-Haus HERIS-ID: 11654 Objekt-ID: 7762                                                    | Ungargasse 5 Standort KG: Landstraße                                                       | In diesem Haus wurde wesentliche Teile von Beethovens 9. Sinfonie geschrieben, daran erinnert seit 1924 eine Gedenktafel. Das Haus selbst wurde 1801/02 erbaut. | BDA-Hist.: Q38108453 Status: Bescheid Stand der BDA-Liste: 2025-06-30 Name: Miethaus, Zur schönen Sklavin/Beethoven-Haus GstNr.: 414 Zur Schönen Sklavin |
| ja   | Datei hochladen | Miethaus Zum weißen Adler HERIS-ID: 11752 Objekt-ID: 7866seit 2016                                                              | Ungargasse 9 Standort KG: Landstraße                                                       | Das frühhistoristische Zinshaus wurde 1859 von Eduard Frauenfeld erbaut. Die dreiteilige, zweifach geknickte Front weist reichen kleinteiligen Reliefdekor auf, die Holztür ist original erhalten. | BDA-Hist.: Q38111650 Status: Bescheid Stand der BDA-Liste: 2025-06-30 Name: Miethaus Zum weißen Adler GstNr.: 511 Zum weißen Adler |
| ja   | Datei hochladen | Pavillon/Gartenhaus HERIS-ID: 11664 Objekt-ID: 7773                                                                             | bei Ungargasse 39 Standort KG: Landstraße                                                  | Im Hof des Hauses ist ein Pavillon mit Mansarddach aus der Zeit um 1800. | BDA-Hist.: Q38108733 Status: Bescheid Stand der BDA-Liste: 2025-06-30 Name: Pavillon/Gartenhaus GstNr.: 767/1 Gartenpavillon Ungargasse 39 |
| ja   | Datei hochladen | Wohn- und Geschäftshaus, Haus Portois & Fix/Fabianihaus HERIS-ID: 11655 Objekt-ID: 7763                                         | Ungargasse 59-61 Standort KG: Landstraße                                                   | Das ist eines der bedeutendsten Werke der Schule Otto Wagners und eines der wichtigsten Werke Max Fabianis in Wien. Erbaut wurde es 1899/1900. Markant ist die Fassadenverfliesung, deren feine Farbabstufungen ein geometrisches Muster ergeben. | BDA-Hist.: Q1590426 Status: Bescheid Stand der BDA-Liste: 2025-06-30 Name: Wohn- und Geschäftshaus, Haus Portois & Fix/Fabianihaus GstNr.: 809/2 Haus Portois & Fix |
| ja   | Datei hochladen | Ehem. Nebengebäude des k. k. Equitationsinstituts HERIS-ID: 12293 Objekt-ID: 8431                                               | Ungargasse 60 Standort KG: Landstraße                                                      | Dieser Rest des Reitschul-Komplexes wurde 1850 als Teil der im Palais Harrach untergebrachten Militär-Reitschule erbaut. 1988 erfolgte ein Teilabbruch und die Umwandlung der restlichen Teile in ein Hotel. | BDA-Hist.: Q38126811 Status: Bescheid Stand der BDA-Liste: 2025-06-30 Name: Ehem. Nebengebäude des k. k. Equitationsinstituts GstNr.: 782/1 Equitationsinstitut |
| ja   | Datei hochladen | Januariuskapelle HERIS-ID: 11674 Objekt-ID: 7783                                                                                | bei Ungargasse 69 Standort KG: Landstraße                                                  | Diese Kapelle ist heute in das Schulzentrum Ungargasse integriert. Sie wurde 1734/35 von Johann Lucas von Hildebrandt im Zuge der Erweiterung des Palais Harrach für Aloys Thomas Raimund von Harrach erbaut. Dieses diente ab 1866 als Reitlehrinstitut und wurde im Zweiten Weltkrieg schwer beschädigt. Nur die Kapelle wurde rekonstruiert, der Rest 1968 abgerissen. | BDA-Hist.: Q38108989 Status: Bescheid Stand der BDA-Liste: 2025-06-30 Name: Januariuskapelle GstNr.: 786/1 Januariuskapelle, Wien |
| ja   | Datei hochladen | Bahnhof Hauptzollamt, Verwaltungsgebäude HERIS-ID: 11775 Objekt-ID: 7890                                                        | Untere Viaduktgasse 2A Standort KG: Landstraße                                             | Dieses nunmehr leerstehende Gebäude ist das letzte Relikt des 1859 fertiggestellten Bahnhofs Hauptzollamt (an der Stelle des heutigen Bahnhofs Wien Mitte). | BDA-Hist.: Q38112425 Status: Bescheid Stand der BDA-Liste: 2025-06-30 Name: Bahnhof Hauptzollamt, Verwaltungsgebäude GstNr.: 91/21 |
| ja   | Datei hochladen | Serbisch-orthodoxe Kirche hl. Sava HERIS-ID: 12529 Objekt-ID: 8670                                                              | Veithgasse 3 Standort KG: Landstraße                                                       | Die Kapelle wurde gemeinsam mit dem Wohnhaus, in das sie integriert ist, 1890–1893 von Heinrich Wagner erbaut. Sie ist im rechten Gebäudeteil gelegen und bildet einen Saal mit Apsis und Eingangsempore. Das Innere, insbesondere die Ikonostasis, ist reich dekoriert. | BDA-Hist.: Q2272124 Status: § 2a Stand der BDA-Liste: 2025-06-30 Name: Serbisch-orthodoxe Kirche hl. Sava GstNr.: 1014/3 Serbisch-orthodoxe Kirche St. Sava, Landstraße |
| ja   | Datei hochladen | Wohnhaus HERIS-ID: 11665 Objekt-ID: 7774                                                                                        | Veithgasse 11 Standort KG: Landstraße                                                      | Dieses strenghistoristische Zinshaus in den Formen der Neu-Wiener Renaissance ist ein Hauptwerk von Andreas Streit und wurde 1876/77 erbaut. Bemerkenswert aufwändig konzipiert ist die Einfahrt in Y-Form und das runde Treppenhaus, das von Bramantes vatikanischer Reitertreppe inspiriert wurde. | BDA-Hist.: Q38108762 Status: Bescheid Stand der BDA-Liste: 2025-06-30 Name: Wohnhaus GstNr.: 1047/4 Veithgasse 11, Vienna |
| ja   | Datei hochladen | Anlage Bundesamtsgebäude HERIS-ID: 47536seit 2025                                                                               | Vordere Zollamtsstraße 1 Standort KG: Landstraße                                           | Das auch Oktoneum genannte um drei achteckige Höfe angeordnete Amtsgebäude ist eines der markantesten Objekte postmoderner Architektur in Wien. Es wurde zwischen 1980 und 1986 von Peter Czernin erbaut. Die Fassade ist mit gefärbtem Glas ausgeführt, an den burgartigen Stiegenhaustürmen sind Wappen der Bundesländer angebracht. | BDA-Hist.: Q115796879 Status: Bescheid Stand der BDA-Liste: 2025-06-30 Name: Anlage Bundesamtsgebäude GstNr.: 1/7 Amtsgebäude Radetzkystraße 2 |
| ja   | Datei hochladen | Ehem. Finanzlandesdirektion HERIS-ID: 11691 Objekt-ID: 7800                                                                     | Vordere Zollamtsstraße 3 Standort KG: Landstraße                                           | Die ehemalige Finanzlandesdirektion wurde 1841–1847 von Paul Sprenger errichtet und bildet mit den Gebäuden Nr. 5 & 7 ein Ensemble ärarischer Zweckbauten, die über den Wienfluss hinweg monumentale Repräsentativität entwickeln. Dieses Gebäude wurde in den spätklassizistischen Formen des Hofbauamtes auf streng regelmäßigem Grundriss erbaut. Die Portalzone weist seitlich vorgestellte toskanische Doppelsäulen auf, darüber befinden sich allegorische Statuen von Josef Klieber, Verkehr, Industrie, Gewerbe und Handel darstellend. | BDA-Hist.: Q38109536 Status: Bescheid Stand der BDA-Liste: 2025-06-30 Name: Ehem. Finanzlandesdirektion GstNr.: 1/12 Finanzlandesdirektion, Vordere Zollamtsstraße |
| ja   | Datei hochladen | Amtsgebäude der Finanzlandesdirektion HERIS-ID: 11772 Objekt-ID: 7887                                                           | Vordere Zollamtsstraße 5 Standort KG: Landstraße                                           | Dieses Amtsgebäude wurde 1897/98 von der k.u.k. Dicasterial-Gebäude-Direction erbaut und ist den Formen des Sprenger-Baus auf Nr. 3 angenähert. | BDA-Hist.: Q38112383 Status: Bescheid Stand der BDA-Liste: 2025-06-30 Name: Amtsgebäude der Finanzlandesdirektion GstNr.: 1/4 |
| ja   | Datei hochladen | Amtsgebäude, ehem. k.k. Finanz-Bezirksdirektion HERIS-ID: 11771 Objekt-ID: 7886                                                 | Vordere Zollamtsstraße 7 Standort KG: Landstraße                                           | Das dritte dieser Amtsgebäude wurde 1895–1901 von Alois Schumacher gebaut und hat zum Fluss hin eine Schmalfront mit großer korinthischer Halbsäulenordnung. | BDA-Hist.: Q38112339 Status: Bescheid Stand der BDA-Liste: 2025-06-30 Name: Amtsgebäude, ehem. k.k. Finanz-Bezirksdirektion GstNr.: 1/4 Vordere Zollamtsstraße 7, Vienna |
| ja   | Datei hochladen | Ehem. Marinesektion des Kriegsministeriums HERIS-ID: 11770 Objekt-ID: 7885                                                      | Vordere Zollamtsstraße 9 Standort KG: Landstraße                                           | Dieser monumentale ärarische Bau wurde 1906 von Ettore Fenderl und Theodor Bach erbaut und schließt an die drei anderen Amtsgebäude an. Der Dekor ist zum Fluss hin reicher und seine teils barockisierenden, teils secessionistischen Formen sind auf das erste Stockwerk konzentriert. Auf dieser Höhe befinden sich auch Wappendarstellungen von Häfen der österreichisch-ungarischen Monarchie. | BDA-Hist.: Q1898486 Status: Bescheid Stand der BDA-Liste: 2025-06-30 Name: Ehem. Marinesektion des Kriegsministeriums GstNr.: 383/13 Ehemalige Marinesektion des Kriegsministeriums, Vordere Zollamtsstraße |
| ja   | Datei hochladen | Miethaus HERIS-ID: 11668 Objekt-ID: 7777                                                                                        | Vordere Zollamtsstraße 11 Standort KG: Landstraße                                          | Dieser Bau in den Formen der Wiener Werkstätte wurde 1907 von Arthur Baron erbaut und ist insbesondere in seiner Ausstattung von Foyer und Stiegenhaus ein Beispiel für die aufwändige Ausstattung eines großbürgerlichen Zinshauses dieser Zeit. Es wird durch flache Erker und Balkons sowie durch Zopf- und Vasendekor rhythmisch gegliedert. | BDA-Hist.: Q38108843 Status: Bescheid Stand der BDA-Liste: 2025-06-30 Name: Miethaus GstNr.: 383/18 Vordere Zollamtsstraße 11, Vienna |
| ja   | Datei hochladen | Zentral-Viehmarkt St. Marx – Parteiengebäude 2 HERIS-ID: 22676 Objekt-ID: 19014                                                 | ehemaliger Zentral-Viehmarkt Sankt Marx, Helmut-Qualtinger-Gasse 2 Standort KG: Landstraße | Der erhaltene Altbestand des Zentral-Viehmarktes St. Marx besteht aus mehreren Verwaltungsgebäuden im Backsteinstil, die 1879–1883 von Rudolf Frey erbaut wurden. Das abgebildete Gebäude steht neben dem Haupttor und wird von einem Gebäude des Campus Vienna Biocenter überragt. | BDA-Hist.: Q37871606 Status: Bescheid Stand der BDA-Liste: 2025-06-30 Name: Zentral-Viehmarkt St. Marx – Parteiengebäude 2 GstNr.: 1449/3 |
| ja   | Datei hochladen | Zentral-Viehmarkt St. Marx – Bankgebäude HERIS-ID: 22679 Objekt-ID: 19017                                                       | ehemaliger Zentral-Viehmarkt Sankt Marx, Karl-Farkas-Gasse 16 Standort KG: Landstraße      | Auch dieses Gebäude wurde 1879–1883 von Rudolf Frey erbaut (siehe Parteiengebäude 2). | BDA-Hist.: Q37871657 Status: Bescheid Stand der BDA-Liste: 2025-06-30 Name: Zentral-Viehmarkt St. Marx – Bankgebäude GstNr.: 2847/8 Zentral-Viehmarkt St. Marx - Bankgebäude |
| ja   | Datei hochladen | Zentral-Viehmarkt St. Marx – Parteiengebäude 3 HERIS-ID: 22678 Objekt-ID: 19016                                                 | ehemaliger Zentral-Viehmarkt Sankt Marx, Karl-Farkas-Gasse 18 Standort KG: Landstraße      | Auch dieses Gebäude wurde 1879–1883 von Rudolf Frey erbaut (siehe Parteiengebäude 2). | BDA-Hist.: Q37871645 Status: Bescheid Stand der BDA-Liste: 2025-06-30 Name: Zentral-Viehmarkt St. Marx – Parteiengebäude 3 GstNr.: 2847/7 |
| ja   | Datei hochladen | Zentral-Viehmarkt St. Marx – Verwaltungsgebäude HERIS-ID: 22677 Objekt-ID: 19015                                                | ehemaliger Zentral-Viehmarkt Sankt Marx, Maria-Jacobi-Gasse 2 Standort KG: Landstraße      | Im gleichfalls 1879–1883 errichteten Verwaltungsgebäude, einem Backsteinbau mit Neorenaissanceformen, ist nun das Media Quarter Marx untergebracht. | BDA-Hist.: Q37871630 Status: Bescheid Stand der BDA-Liste: 2025-06-30 Name: Zentral-Viehmarkt St. Marx – Verwaltungsgebäude GstNr.: 2850/1 Zentral-Viehmarkt St. Marx - Verwaltungsgebäude |
| ja   | Datei hochladen | Zentral-Viehmarkt St. Marx – Rinderhalle HERIS-ID: 11667 Objekt-ID: 7776                                                        | ehemaliger Zentral-Viehmarkt Sankt Marx, Maria-Jacobi-Gasse 4 Standort KG: Landstraße      | Die bemerkenswert großzügig dimensionierte Rinderhalle ist die erste Schmiedeisenkonstruktion Wiens, die 1879–1883 von G. Zampis errichtet wurde. Sie weist einen basilikalen Schnitt auf: die überdachte Mittelstraße überragt die beiden Seitenbereiche. Sie wird derzeit als Veranstaltungsgebäude („Marx Halle“) betrieben. Anmerkung: Identadresse Karl-Farkas-Gasse 19 | BDA-Hist.: Q27830003 Status: Bescheid Stand der BDA-Liste: 2025-06-30 Name: Zentral-Viehmarkt St. Marx – Rinderhalle GstNr.: 2851/11 Zentral-Viehmarkt St. Marx - Rinderhalle |
| ja   | Datei hochladen | Zentral-Viehmarkt St. Marx – Portal HERIS-ID: 11666 Objekt-ID: 7775                                                             | ehemaliger Zentral-Viehmarkt Sankt Marx, Viehmarktgasse Standort KG: Landstraße            | Der Toreingang führte von der Viehmarktgasse in den Zentral-Viehmarkt St. Marx. Er stellt jeweils ein ungarisches Steppenrind mit einem Hirten und ein Pinzgauer Rind mit einem Fleischergesellen dar und stammt von Anton Schmidgruber. | BDA-Hist.: Q38108786 Status: Bescheid Stand der BDA-Liste: 2025-06-30 Name: Zentral-Viehmarkt St. Marx – Portal GstNr.: 2851/27, 3061, 2851/38 Zentral-Viehmarkt St. Marx - Portal |
| ja   | Datei hochladen | Flaktürme im Arenbergpark HERIS-ID: 11692 Objekt-ID: 7801                                                                       | Standort KG: Landstraße                                                                    | Die Flaktürme im Arenbergpark wurden 1942/43 unter der Leitung von Friedrich Tamms gebaut und bestehen aus einem Leit- und einem Gefechtsturm. | BDA-Hist.: Q60658885 Status: § 2a Stand der BDA-Liste: 2025-06-30 Name: Flaktürme im Arenbergpark GstNr.: 710/14, 710/15 Flak towers (Arenbergpark) |
| ja   | Datei hochladen | Donaukanalregulierung und -verbauung (samt Brücken, Geländer und sonstigem) HERIS-ID: 111773 Objekt-ID: 129783seit 2012         | Dampfschiffstraße 2, bei Standort KG: Landstraße                                           | Der Donaukanal ist der an der Innenstadt vorbeiführende Arm der Donau, die Bezeichnung kam vor 1700 auf. Regulierungsversuche gab es schon in früheren Jahrhunderten, das jetzige Erscheinungsbild geht aber auf die Donauregulierung nach 1867 zurück, als Uferbefestigungen und Brücken gebaut wurden. Die Verbauungen in der Landstraße gehen von der Wienflussmündung bis zur Rotundenbrücke. | BDA-Hist.: Q37826604 Status: Bescheid Stand der BDA-Liste: 2025-06-30 Name: Donaukanalregulierung und -verbauung (samt Brücken, Geländer und sonstigem) GstNr.: 3216/1, 3216/6, 3216/13, 2947, 3216/4, 3201/46 Donaukanal |
| ja   | Datei hochladen | Wientalverbauung HERIS-ID: 111776 Objekt-ID: 129786seit 2016                                                                    | Standort KG: Landstraße                                                                    | Die Regulierung des Wienflusses erfolgte in den Jahren 1894–1904, wo der größte Teil des Flusses in ein Betonbett gelegt wurde. Projektleiter waren Rudolf Krieghammer und Ludwig Leupschitz sowie Friedrich Ohmann und Josef Hackhofer (baukünstlerische Leitung). Otto Wagners Idee, den Fluss einzuwölben, um eine Prachtstraße zu errichten, wurde nur in einem Teilstück entsprochen. | BDA-Hist.: Q37826624 Status: Bescheid Stand der BDA-Liste: 2025-06-30 Name: Wientalverbauung GstNr.: 2941/1, 3201/3, 3201/48, 3206/1, 3201/46 Wien River |